# Histoire de l'Alsace
Pour les articles homonymes, voir Alsace (homonymie).
Cet article présente l'histoire du cadre territorial qu'est l'Alsace de la fin du XVIIIe siècle, du temps de la Préhistoire à aujourd'hui. Hormis Landau in der Pfalz, non restituée en 1815, toute l'Alsace est aujourd'hui intégrée à la République française au sein des trois départements suivants : le Haut-Rhin, Bas-Rhin, territoire de Belfort et d'une petite partie Est des Vosges.

## Définitions liminaires
L'historien Georges Bischoff affirme que l'Alsace est une création française, sur les plans géographique et historique.
Le terme latin Alisatia désigne en effet l'espace d'un duché mérovingien éphémère, qui lors de sa dissolution par Charles Martel vers 740, s'est déjà mué en puissante principauté, contrôlant la vie politique et religieuse, de Sornegau à Seltzbach, de la montagne vosgienne souvent incluse au Rhin, et parfois au-delà. Cette légendaire principauté étichonides couvrant essentiellement à son apogée le diocèse de Strasbourg, la partie septentrionale du diocèse de Bâle et la partie méridionale du diocèse de Spire, ainsi que des pans montagnards des diocèses de Metz et de Toul, résistent à la décision autoritaire des maires du palais, obligeant l'héritier Pépin à prendre des mesures radicales, de reconquêtes militaire et religieuse souvent sanglantes, pendant plus de vingt ans. La réintégration dans le duché d'Alémannie est ainsi opérée, et la redistribution de l'entité centrale commence avec les comtés de Nordgau (diocèse de Strasbourg), de Sundgau (diocèse de Bâle), de Speiergau (diocèse de Spire) et d'Elsgau (Val d'Ajoie). Les héritiers du duc Albert, lointain dux Alisatiae en 700, reprennent, longtemps après leur soumission aux Carolingiens, le comté de Sundgau en 850. Ce comté se réduira au petit comté de Ferrette du XIIe siècle.
Depuis le début du IXe siècle, l'Alsace n'est plus qu'une dénomination écrite historique, surtout connue des scribes et des partisans étichonides. Le partage de l'Empire carolingien entre les trois fils de Louis le Pieux, en 843, attribue ses principaux comtés au royaume de Lothaire. Le traité de Meersen qui reconstitue en 870 l'unité du diocèse de Bâle l'attribue à Lothaire II. Mais ce pan officiel de la Lotharingie est déjà confisqué par Louis le Germanique, roi de Francie orientale. En 912, Charles le Simple l'occupe de manière sporadique.
En 900, Hughes, se prétendant dernier héritier d'Etichon, se dénomme comte d'Alsace et de Ferrette. Mais ce titre honorifique n'a aucune réalité officielle. Un duché de Souabe englobant les principaux comtés alsaciens est établi par le roi de Germanie, au profit de Burchart Cette partie indissociable de l'Alémannie restaurée est déjà parfaitement intégrée au Xe siècle au monde romano-germanique de la dynastie othonienne.
Il n'en reste pas moins la fortune des doublons du terme Alsatia, respectivement en langue romane et alémanique, soit les mots Alsais, Aussaye ou Aussaie en ancien français et le mot Elsass en langue tudesque, compris et employés par les populations paysannes au XIe siècle. Ils sont promus par les clercs et les orateurs prêcheurs pour désigner autant l'espace mythique de ce duché mérovingien évanoui que les vertus des terres d'accueil ou contrées hospitalières, où se mêlent les étrangers libres et les populations déplacées. Car la légendaire politique étichonide promettait l'accueil de tous les hommes libres, chrétiens de bonne volonté, combattants ou non, une alisatia ou « installation de tous (les hommes différents regroupée sous l'égide franque) ».
Le nom Alsatia devenu Alsace dans les grimoires historiographiques et géographiques français n'est ensuite employé que par les occupants militaires français, à l'époque moderne.

## Préhistoire
Les traces de peuplement humain les plus anciennes (outils en silex découverts à Achenheim) remontent au Paléolithique.

### Paléolithique moyen: l'homme de Néandertal sur le territoire alsacien
Plusieurs sites du Paléolithique moyen ont été découverts au cours de la dernière décennie dans le Bas-Rhin,. Au Paléolithique moyen, les Néandertaliens étaient présents dans la vallée de la Bruche.
Achenheim
On trouve leurs traces à Achenheim, un site de chasse fouillé par André Thévenin et Jean Sainty.
Mutzig
Ils se sont également installés à Mutzig, dans un abri-sous-roche s'ouvrant sur des terrasses gréseuses du massif du Felsbourg. Des outils, des vestiges fauniques, des foyers et de nombreux niveaux cendreux indiquent une implantation de longue durée. Le site a livré une quinzaine d’horizons d’habitats successifs avec des foyers, des niveaux cendreux et une industrie lithique moustérienne accompagnée de nombreux vestiges osseux de grande faune chassée durant le Pléistocène supérieur récent. Toute la paléofaune de type « steppe à mammouth » y a été chassée par les Néandertaliens.
L'homme de Néandertal y pratiquait un débitage Discoïde sur des roches siliceuses volcaniques et volcano-sédimentaires du Paléozoïque, provenant des terrains du paléovolcanisme permien du Nideck pour la rhyolite, mais aussi des terrains du Dévonien et du Dinantien (Dévono-Dinantien), et du Houiller, pour les diabases, spilites, kératophyres, phtanites, grauwackes. Dans ces vallées, les Néandertaliens débitaient aussi des roches filoniennes et cristallophylliennes (voir métamorphisme), ou d'origine cristallophylliennes pour les schistes siliceux, galets de quartz, quartzite, du grès du Trias vosgien de faciès Buntsandstein. Toutes ces variétés pétrographiques taillées par les Néandertaliens ont été prélevées dans la vallée de la Bruche, riche en ressources lithiques siliceuses de qualité que ce soit au sein de ses alluvions, sur des éboulis ou au sein de gîtes rocheux affleurants. L'industrie lithique de Mutzig est liée aux industries du Paléolithique moyen rhénan, comme en témoignent plusieurs racloirs rectangulaires du type rhénan Bogenspitzen.
Nideck
Près du château du Nideck, au lieu-dit Nideck Kleineck, les Néandertaliens exploitaient des roches volcaniques siliceuses locales (rhyolites) pour produire leur industrie lithique, notamment des éclats produits par un débitage Discoïde (éclats plus larges que longs, nucléus bi-pyramidaux). Cette méthode constitue ici une adaptation à la roche siliceuse choisie, en fonction de sa structuration en affleurements et des modules des blocs exploitables.
Interprétations
L'apport de ces stations à la recherche préhistorique est important. Les groupes préhistoriques du val de Bruche chassaient principalement le renne et le cheval, mais aussi le mammouth, le bison, l'aurochs, la saïga, le mégacéros, le cerf élaphe, le chevreuil, le renard et le loup. Ils consommaient leurs proies au Felsbourg, ainsi qu’en témoignent des foyers avec vestiges osseux carbonisés.
Un approvisionnement local et de moyenne distance en roches autres que le silex est dominant dans l'industrie lithique néandertalienne du val de Bruche. Il se retrouve dans d’autres stations néandertaliennes à industrie réalisée de manière prédominante sur quartzite et quartz, comme à Lellig près de Grevenmacher (Luxembourg), principalement sur plaquettes de quartzite siégénien de type Taunus provenant de Sierck-les-Bains, et sur galets mosellans et ardennais. À Alle (Alle Pré-Monsieur, canton du Jura, Suisse), les moustériens privilégiaient l'exploitation de nodules de silex du Jurassique (Jurassique supérieur, Dogger, Malm). On y trouve des outils en roches vosgiennes, abandonnés au profit du silex : les Néandertaliens venaient ou circulaient probablement depuis le sud des Vosges (Belfort).

### Paléolithique supérieur
D'autres sites où des restes préhistoriques ont été retrouvés se situent aux alentours de Ferrette, de Bollwiller, d'Eguisheim et dans la grotte d'Oberlag dans le Sundgau. Ils datent du Paléolithique supérieur, en particulier du Magdalénien.

### Néolithique

L'Europe au

Les premiers « villages » apparaissent au cours du Néolithique, à la suite d'une migration de peuples venant de l'est.
En effet, les premières tribus à s'installer en Alsace venaient de la civilisation lacustre, probablement en passant par les voies naturelles des vallées de Courtavon, de Kiffis et de Lucelle reliant le Sundgau et l'Helvétie. Ces tribus s'étendent jusqu'aux alentours de Mulhouse en délaissant les abords marécageux de l'Ill et du Rhin.
Vers le milieu du IIIe millénaire av. J.-C., de nouvelles peuplades arrivent en Alsace en provenance des Balkans, ou des pays danubiens. Ces nouveaux arrivants s'installent plutôt en Basse-Alsace aux alentours de Strasbourg, Erstein ou Wolfisheim.
Avec le retrait des glaciers, l'agriculture et l'élevage se développent et pour cela l'homme va rechercher des terres fertiles comme les terres à lœss de l'Alsace moyenne dans le Kochersberg ou le Sungau. Des cités lacustres se développent aussi sur les cours d'eau.
Par la suite l'Alsace subit l'influence de la culture de la céramique décorée au poinçon avec l'arrivée de peuplades d'Europe centrale ou orientale ayant laissé des nécropoles comportant un riche mobilier funéraire (armes, bijoux, vases). Ces peuplades s'installent sur les terrains à lœss, parmi les cités lacustres mais aussi sur les collines sous-vosgiennes.
Le « Néolithique final » est marqué par des mouvements guerriers comme le montrent les pointes de flèche et les poignards retrouvés non loin de Riedisheim ou d'Eguisheim. La civilisation du Michelberg n'est pas le résultat de nouvelles migrations mais le résultat d'influences commerciales et culturelles diffuses. Les installations se font dans les grandes forêts du Sundgau et en exploitant les trois grands axes nord-sud (Vosges, Rhin et Ill) sans oublier les vallées des Hautes-Vosges.

### Âge du Bronze
Au début du IIe millénaire av. J.-C., le cuivre puis le bronze font leur apparition sous forme de petits lingots importés d'Helvétie, mais provenant en fait du midi méditerranéen. L'arrivée de nouvelles tribus porteuses d'armes en bronze va lentement entraîner le déclin des populations locales à leur profit. Cette période marque aussi le début de divers migrations et courants commerciaux reliant les régions ibériques à celles d'Europe centrale.

## Antiquité

L'Alsace, zone originelle du peuplement celtique. La zone orange montre la région de la naissance de La Tène. La zone verte suggère une extension probable de l'influence celtique autour de -1000. La zone rouge indique une région celtique possible autour de -400.

### Les Celtes
Ils se manifestent en Alsace au cours du premier millénaire av. J.-C. L'Alsace est alors une terre de transition pour les Celtes migrant vers le sud de l'Europe. Les Celtes s'établissent définitivement au cours du VIIIe siècle avant notre ère. L'Alsace était occupée par deux tribus celtes : les Séquanes et les Médiomatriques. Ces deux peuples sont affaiblis par l'installation d'une peuplade germanique dans la région, les Suèves, sous le commandement d'Arioviste. Ceux-ci domineront la totalité de la plaine en l'an -63.

### Les Romains (-90, +378)

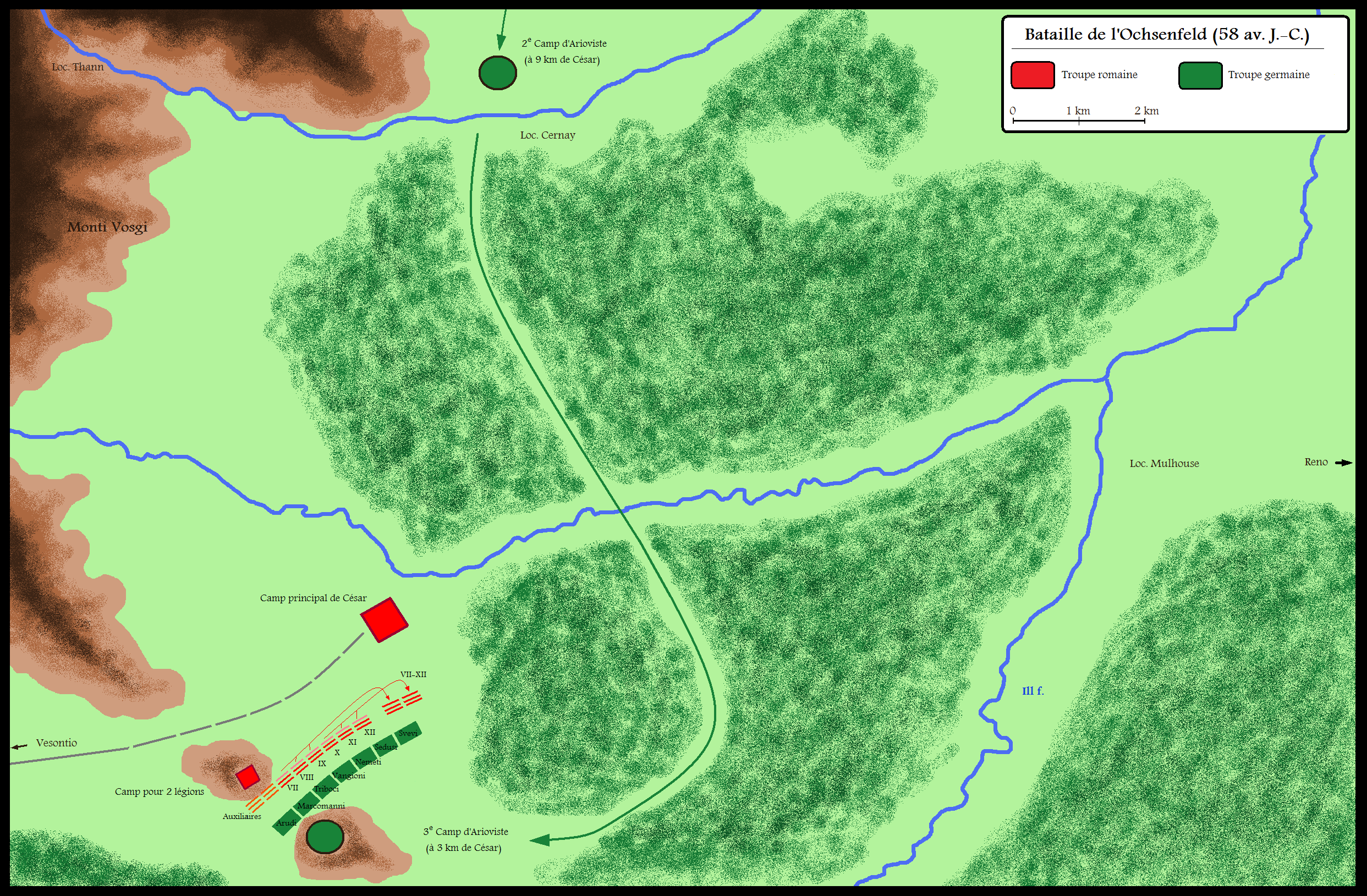
Bataille de l'Ochsenfeld opposant César à Arioviste en 58 av. J.-C.

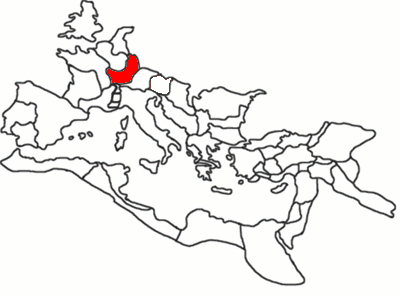
La Germanie supérieure dans l'Empire romain, vers 120

Au cours de l'année -58, les troupes romaines de Jules César pénètrent en Alsace afin de soumettre la totalité de la Gaule et battent les Germains lors de la bataille de l'Ochsenfeld aux alentours de Cernay. Les Triboques, tribu germanique, s'installent dans le nord de l'Alsace aux environs de Brumath. Après une campagne victorieuse de Domitien contre les Suèves en 90, celui-ci réorganise les territoires pris aux Germains. L'Alsace est dès lors incluse dans la province romaine de Germanie supérieure et des limes y sont bâtis le long du Rhin. C'est à cette période que se développent les premières villes (Strasbourg est fondée sous le nom d'Argentorate), les premières routes, et surtout la viticulture. En 356, à la suite de la victoire des Alamans lors de la bataille de Durocortorum, l'empereur Julien envoie des armées aux alentours de Brumath chasser ceux qui s'y étaient installés. Le latin est donc la langue officielle, finalement parlé seulement par les romains et l'administration, au côté du germain, majoritairement parlé, et du celte.

### Les Alamans (VeetVIesiècles)

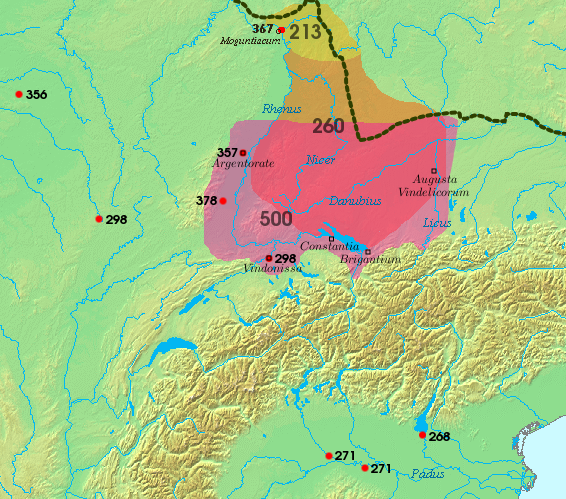
Expansion du royaume d'Alémanie du IIIe siècle au VIe siècle

Les invasions barbares surviennent dans l'Empire romain à partir du Ve siècle. Les Romains sont définitivement chassés d'Alsace en 378 et les Alamans s'installent pour y répandre leur culture et construire des villes. Les Alamans importent avec eux leur langue qui deviendra le dialecte alsacien parlé de nos jours dans la région. Ils entrent en conflit avec les Francs, peuple germanique installé dans le nord de la France actuelle. Les Francs battent les Alamans à Tolbiac en 496. Les Alamans restent prédominants en Alsace, malgré leur incorporation dans le Royaume franc de Clovis. Après la mort de Clovis (511), l'Alsace est rattachée au royaume d'Austrasie.

## Moyen Âge

### Époque mérovingienne
Pour un article plus général, voir Duché d'Alsace.
Les rois francs mérovingiens créent un duché d'Alsace. C'est à cette époque qu'apparaît son nom Alsatia et que ses habitants sont nommés Alesaciones sous la plume du chroniqueur Frédégaire. Le sens du nom reste discuté.
D'abord marquée par une continuité remarquable de l'administration des diocèses antiques du second Empire, avant de permettre, pour une meilleure justice sociale, l'émancipation des "pagi" par le biais d'une fiscalité décentralisée à l'origine de l'implantation paysanne sous l'égide d'une religiosité chrétienne libre, non confinée exclusivement à la cité et à ses proches environs. La mutation entre 640 et 680 est spectaculaire, l'essor démographique considérable, mais la mutation est source de conflits violents entre leudes et élites administratives parfois antagonistes, comme entre diverses communautés chrétiennes attachées à leurs droits et revendiquant chacune, en plus des élites propriétaires, la possession d'un ou de plusieurs bans : l'évêque perd son pouvoir régalien dans cette tourmente et doit le reconquérir, s'il le peut par la force, en multipliant par ce que des historiens ont qualifié abusivement de guerres protoféodales, alors que les dynastes mérovingiens perdent peu à peu leur pouvoir régalien, du fait de la persistance des coutumes germaniques imposant rituels sacrés et division des héritages, et surtout de la mainmise politique et administrative de leurs serviteurs ou ministerii, commandé par un major domus, sorte de majordome, c'est-à-dire un « maire du palais ». Une véritable dynastie de maires du palais, les Pépinides, s'impose et s'efforce de conserver un pouvoir centralisé, en s'efforçant de devenir les véritables maîtres de la puissance militaire. Les guerres civiles et l'insécurité ravageuse facilitent leurs arbitrages despotiques.
Pendant le règne des ducs d'Alsace, les lois des Alamans sont écrites en latin, alors que jusque là, elles n'étaient qu'orales. L'Alsace se constitue peu à peu avec une unité historique, politique, une langue, des lois et une religion commune. La religion est dorénavant le christianisme.

### Époque carolingienne
Après l'épisode final que la tradition historiographique du XIXe siècle attribue injustement aux rois fainéants, la dynastie carolingienne issue de la lignée pépinide qui a capté le duché d'Alsace s'impose. Elle impose un pouvoir dans le cadre d'une christianisation bénédictine étroite, confisquant les biens du duc et des bans, détruisant les centres anciens, plaçant les populations résistantes en état de servage et imposant la construction ou la rénovation de nombreux nouveaux monastères, abbayes et couvents fortifiés : Marmoutier, Wissembourg, Murbach, Munster. Le pouvoir carolingien, soucieux de ne pas créer un schisme chrétien, ne peut empêcher le rayonnement spirituel et religieux, quasiment féminin, des derniers partisans étichonides, au Hohenbourg (qui deviendra le mont Sainte-Odile) par la grâce de Sainte Odile, sainte patronne de l'Alsace et première abbesse. Sous Charlemagne, souverain bien plus tolérant car son pouvoir régalien et religieux, parfois suprême en tant qu'abbé laïc du vaste monastère forestier de Munster, n'est plus contesté, la viticulture, le commerce lointain de bois et de fromages, deviennent les principales activités économiques de la région, dont la situation centrale permet de profiter de l'extension des marchés au sein de l'Empire. La prospérité revient avec la paix et l'apaisement ou la résignation des vaincus.
L'Alsace est intégrée au duché d'Alémanie qui comprend la Forêt-Noire et l’actuelle Suisse du nord. Deux comtés apparaissent : le Nordgau et le Sundgau.

#### IXesiècle

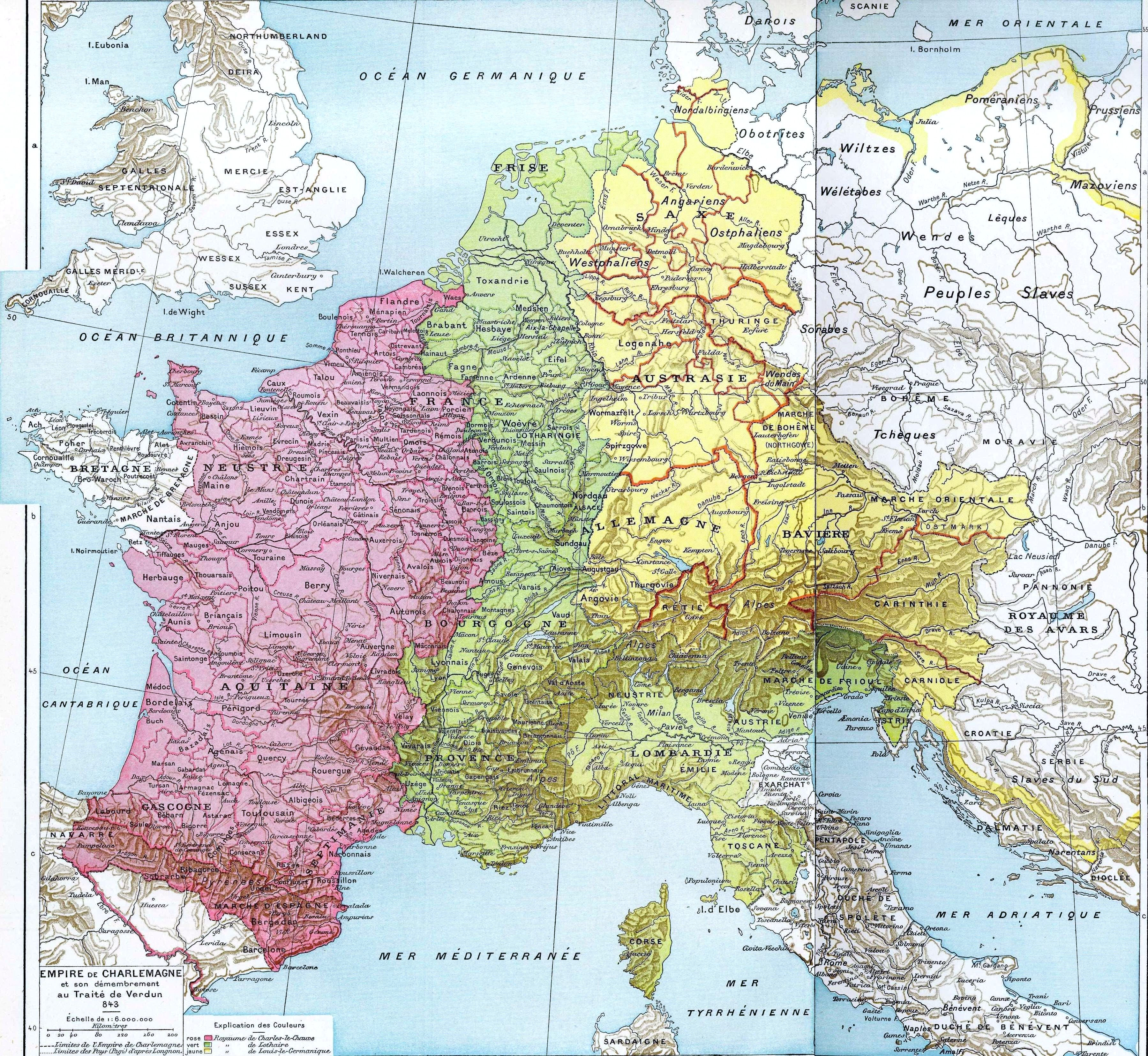
Le partage de l'Empire carolingien au traité de Verdun en 843

Après la mort de Louis le Pieux, successeur de Charlemagne, son royaume est divisé entre ses fils. C'est en Alsace que deux d'entre eux, Charles II le Chauve et Louis le Germanique, s'allient contre le troisième, Lothaire Ier, lors des Serments de Strasbourg (842), premier monument tout à la fois de la langue romane et de la langue germanique. L'Alsace se retrouve alors singulièrement livrée à elle-même et à l'influence de seigneurs et potentats locaux disposant d'une vaste clientèle et de la confiance de leur suzerain, tel la famille du Duc d'Alsace Adalric, sans oublier l'influence de l'évêque de Strasbourg. En 870, après la mort de Lothaire II, faisant fi des droits de son frère Louis II le Jeune, Charles et Louis se partagent la Lotharingie (traité de Meerssen) : la région alsacienne est alors rattachée à la Francie orientale, ancêtre de l'Allemagne. L'Alsace fut par la suite rattachée au duché de Souabe en 925.

#### Xesiècle

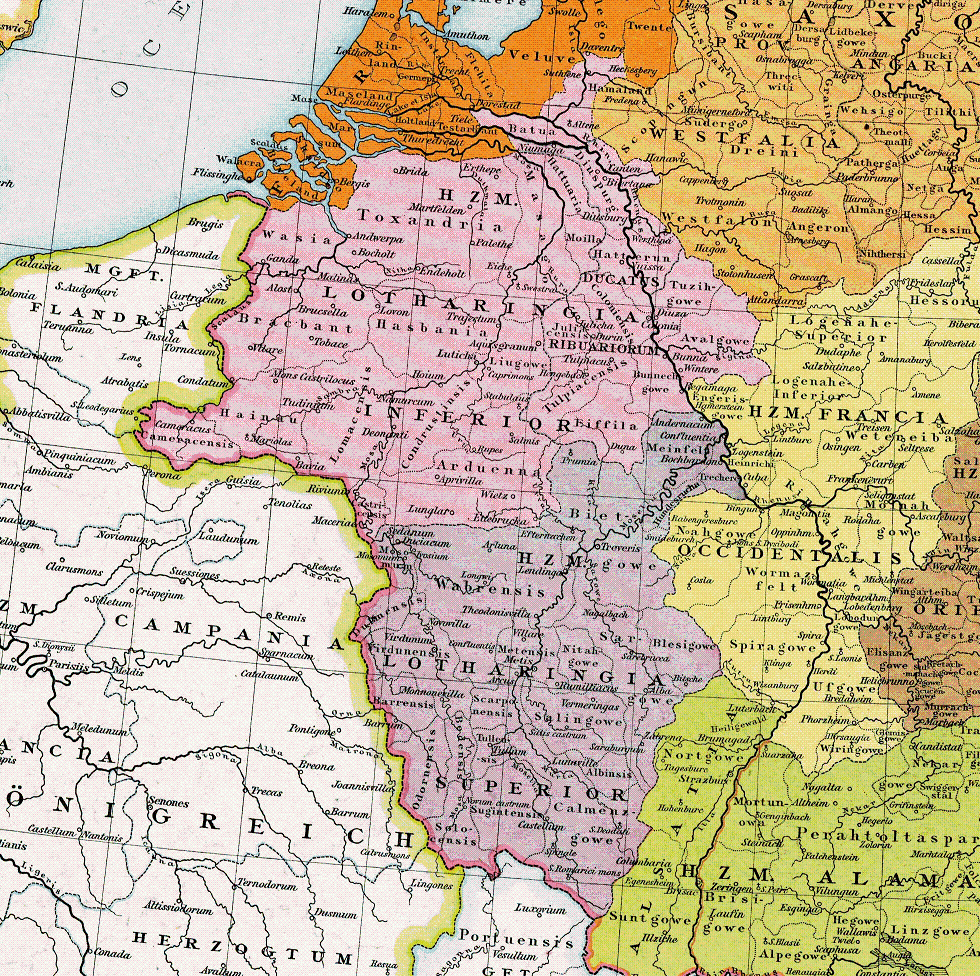
La Lotharingie vers l'an mil

Si l'Alsace échappe en partie par son éloignement aux raids normands, ce n'est pas le cas avec les raids hongrois qui dévastent surtout les centres de monastères en profonde décadence. Après la chute de Charles III le Simple, renversé par ses vassaux en 922, Henri Ier de Germanie prend la direction de la Francie orientale, puis de la Lotharingie, commençant un lent rattachement de huit siècles de pays romans à des pays germaniques ou slaves. Mais Henri Ier est tellement occupé à affronter les Slaves, Hongrois et autres ennemis de la chrétienté qu'il a peu de temps pour gouverner ses domaines ; il laisse ainsi en Alsace les comtes locaux, en particulier les puissantes familles comtales, dont les rares descendants des Étichonides dans le sud de l'Alsace, administrer et gérer les populations. Toutefois, Henri l'Oiseleur retrace les limites des grands monastères, entérine les limites de bans et affecte les compétences administratives avec rigueur, s'appuyant sur le contrôle des évêques et de leur clergé, qui accroissent démesurément leur rôle temporel.
Cette situation change avec l'arrivée au pouvoir d'Otton Ier du Saint-Empire qui reprend avec méticulosité le contrôle direct de cette région qui a pour avantage stratégique d'assurer la liaison entre les Alpes et les pays rhénans et qui est à l'origine du Saint-Empire romain germanique ; c'est cette entité assez floue, mieux définie au XIVe siècle qui gardera le contrôle de la région de 962 à 1648

### XIeetXIIesiècles
Sous la protection de la lignée souabe Hohenstauffen, l'essor urbain est vigoureux. Strasbourg, Sélestat, Mulhouse, Kaysersberg, Colmar s'imposent déjà en Alsace. En 1130, pour restreindre le pouvoir ducal, l'empereur Lothaire III forme deux landgraviats impériaux en Haute et Basse Alsace, respectivement au sud et au nord. Ainsi apparaît la frontière paysanne du Landgraben. Le landgrave de Basse-Alsace tombe dans l'escarcelle de la maison de Hunebourg, alors que le second finit par être capté par Albert de Habsbourg, dit le Riche, en 1180. La mainmise de la maison Habsbourg pour cette fonction n'est finalement achevée qu'en 1324. La puissance initiale de l'évêché de Strasbourg a entre-temps entraîné des guerres. L'éclipse des landgraves de Basse-Alsace se clôt avec la simple vente de la charge à l'évêque de Strasbourg en 1359.

### XIIIesiècle
À la suite de la véritable ouverture des routes alpines centrales, confirmant le lien rhénan avec l'espace de la Suisse, voit se poursuivre et se développer un mouvement d'émancipation des villes : le pouvoir temporel des évêques, autrefois puissant, est désormais supplanté par des institutions bourgeoises. Cet essor de la vie municipale s'exprime dans la prospérité de la ville de Strasbourg et des autres villes, malgré un ralentissement net de la croissance.

### XIVesiècle
Les mutations économiques et démographiques, voire politiques, sont extrêmement rapides, par exemple l'essor de la foire de Thann placée sur une nouvelle route marchande ou les dramatiques chutes démographiques causées par les irruptions répétées de la peste noire, entraînant des adaptations économiques drastiques à la gestion des biens fonciers ou des ressources en capitaux, sans oublier la main-d'œuvre. La formation de la ligue des villes libres de la Décapole est entérinée après une période de crise[précision nécessaire]en 1354. Elle réunit, sous la présidence de Haguenau, ville capitale, Mulhouse, Colmar, Munster, Turckheim, Kaysersberg, Sélestat, Obernai, Rosheim, Haguenau, Wissembourg, mais aussi Seltz, seulement de 1358 à 1418. Mais, il ne faut point interpréter la Décapole en une structure collective émancipée ou une illusoire République urbaine, c'est même le contraire que prouve l'archivistique car la tutelle des institutions impériales, représentées par le bailli de Haguenau, véritable landvogt d'Alsace, est nettement plus forte et constante, sur ce groupement collectif. Cependant, il y a une nette volonté de la part de la population de ces villes, de mettre en place une société plus égalitaire et libre.

## Renaissance

### Renaissance humaniste et artistique
La Renaissance fit sentir ses premiers effets en Alsace plus tôt qu'en France. En effet, la région était à l'écart de la guerre de Cent Ans qui ravageait la France au début du XVe siècle. Après les guerres de Bourgogne, la région vit un développement culturel des villes libres d'Empire, telles que Strasbourg - ville d'humanistes (Sébastien Brant, Jacob Wimpheling), de savants, d'artistes (Hans Baldung Grien), Colmar, avec le peintre Martin Schongauer, influencé par les Primitifs flamands ou Sélestat avec Beatus Rhenanus. En architecture, on trouve encore des constructions de style gothique, dit flamboyant, comme la collégiale Saint-Thiébaut de Thann.
Cet humanisme se manifeste également par l'impression de la première bible en allemand.

### Révoltes populaires

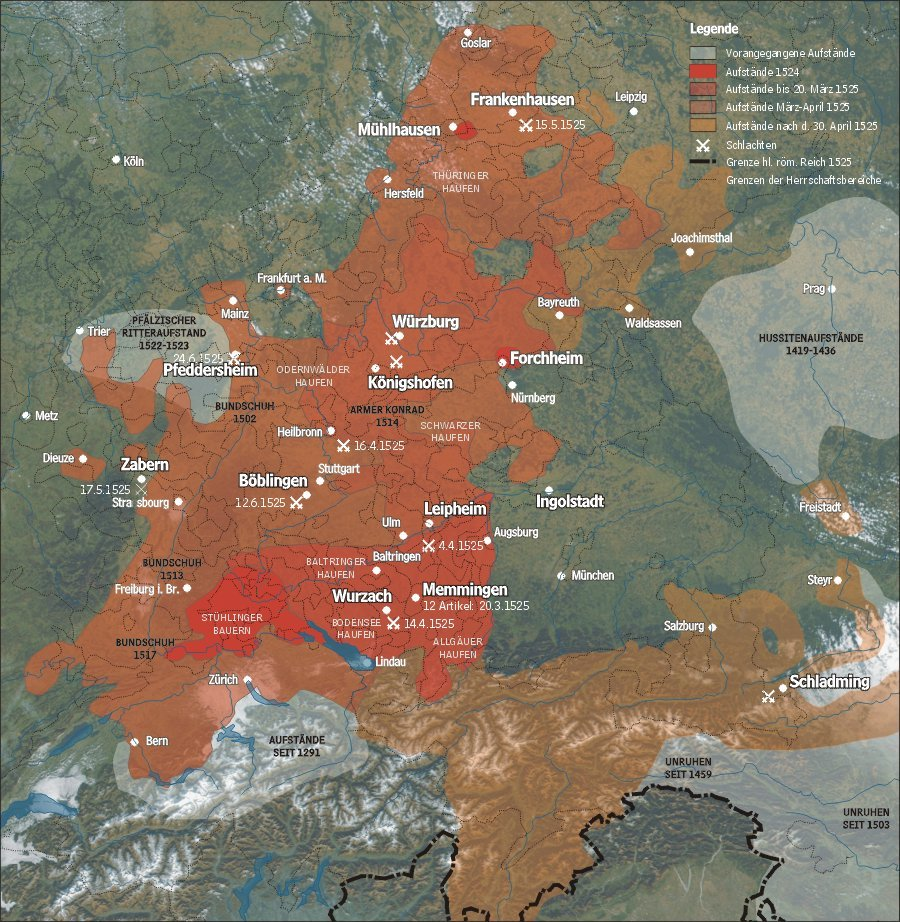
Localisation du mouvement.

À partir de la fin du XVe siècle, et dans la première moitié du XVIe siècle, l'Alsace est le théâtre de révoltes populaires dans les campagnes afin d'obtenir les mêmes franchises que les populations urbaines. Un premier mouvement de révolte, le Bundschuh, est réprimé à Sélestat en 1493, mais se généralise par la suite à toutes les régions du Rhin supérieur. Ainsi se suivent la répression des Bundschuh de l'évêché de Spire en 1502, de Fribourg-en-Brisgau en 1513, puis de Wissembourg, Haguenau et Saverne en 1517. Mais la colère continue de gronder à un tel point dans l'empire qu'en 1521 même Luther se range du côté des princes et des bourgeois pour appeler à la répression de la contestation par les armes.
En 1518, la ville de Strasbourg connaît une épidémie de danse.
Cependant ce sont des mesures prises contre les prédicateurs luthériens qui provoquent en 1525, contre les seigneurs laïcs et ecclésiastiques, un soulèvement général, qui se répand très rapidement dans toute la région, et même en Suisse, avec formation de bandes de 5 à 8 000 individus. Ce soulèvement, connu sous le nom de guerre des paysans, fut sévèrement réprimé par le duc Antoine de Lorraine.

### Réforme
Dès 1480, Jean Geiler de Kaysersberg, prédicateur à la cathédrale de Strasbourg, critique le fonctionnement des institutions religieuses, sans toutefois vouloir encore sortir de l'Église, et cela avec la protection des habitants et du Magistrat de Strasbourg.
Mais la Réforme se développe vraiment à Strasbourg à partir 1519, les écrits de Martin Luther et d'autres réformateurs parvenant dans la ville. En 1521, l’Évangile à la façon de Luther commence à être prêché par certains prédicateurs dans la cathédrale de Strasbourg. L'évêque de Strasbourg y répond en excommuniant les contrevenants, ce qui entraîne l'intervention des corporations qui exigent du Magistrat la soumission du clergé à l'autorité municipale. À partir de là, la Réforme s'étendit dans la plus grande partie de l'Alsace.
C'est finalement le principe cujus regio, ejus religio qui l'emporta après la paix d'Augsbourg (1555), ajoutant les rivalités religieuses à l'émiettement territorial des seigneuries.

### La république de Mulhouse
Lors de l'invasion des Armagnacs de 1444-1445, appelés par l'empereur Frédéric III pour mettre à mal l'autonomie des cités impériales, ces derniers écrasent les cités suisses puis décident de s'attaquer aux cités alsaciennes. La noblesse alsacienne se joint à eux et seules les villes fortifiées résistent. À la fin du siège, les Mulhousiens décident de dissoudre la corporation de la noblesse et expulsent les récalcitrants qui quittent la ville avec un profond ressentiment.

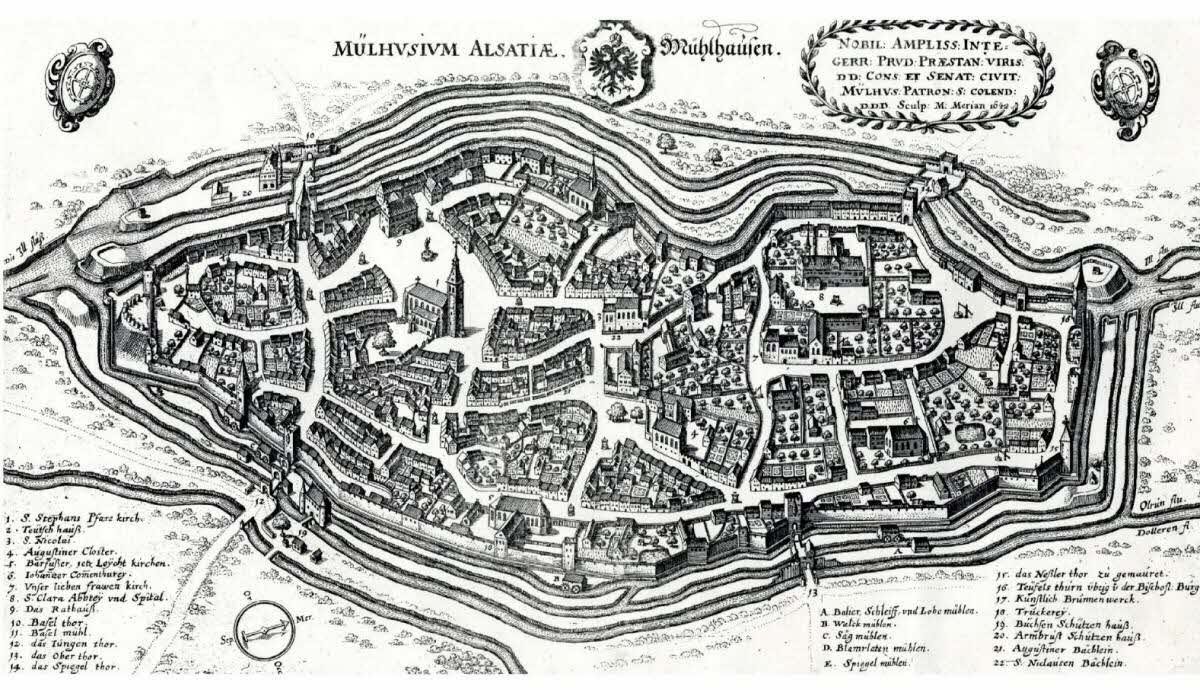
L'imposant dispositif militaire défensif de la république de Mulhouse en 1642 couplé à une rangée de quatre douves parallèles rendant encore plus périlleuse une éventuelle intrusion.

La noblesse de Haute-Alsace tente de se venger des Mulhousiens et déclare la guerre à la cité pour un motif futile en 1466. Les Mulhousiens sont abandonnés par la Décapole et doivent leur survie à une alliance militaire avec Berne et Soleure appuyée par Schwytz, Uri, Lucerne, Zurich, Zug et Glaris. Le conflit gagne rapidement en intensité et l'empereur Frédéric III tente en vain de le faire cesser. Le landvogt ou grand-bailli prend le parti de la noblesse qui assiège Mulhouse, ce qui provoque l'entrée de troupes de la Confédération en Haute-Alsace. Les Mulhousiens et les Confédérés écrasent la noblesse et ravagent toute la Haute-Alsace, rasant plus d'une centaine de villages (dont le village de Leibersheim[réf. souhaitée]) sur les terres seigneuriales et mettant fin à la guerre en 1468.
En 1515, la république de Mulhouse se retire de la Décapole pour s'allier aux cantons suisses auxquels elle était déjà fortement liée depuis la guerre des Six Deniers. Son destin sera ainsi distinct du reste de l'Alsace pendant plusieurs siècles. Les Mulhousiens ne feront ainsi jamais partie du royaume de France et connaîtront un fonctionnement républicain quasiment ininterrompu jusqu'à nos jours. En 1523, Mulhouse adhère à la Réforme, qui aboutit en 1529 à l'établissement complet et exclusif du culte protestant calviniste. Les catholiques et les juifs ne peuvent plus résider à l'intérieur de la Stadtrepublik et s'installent dans les villages alentour. Les Habsbourg dont les territoires entourent la cité restent fidèles à l'église catholique romaine, cette dernière devient donc une enclave réformée.

## Guerre de Trente Ans (1618 - 1648) et arrivée des Français

Saint-Empire romain germanique en 1648.

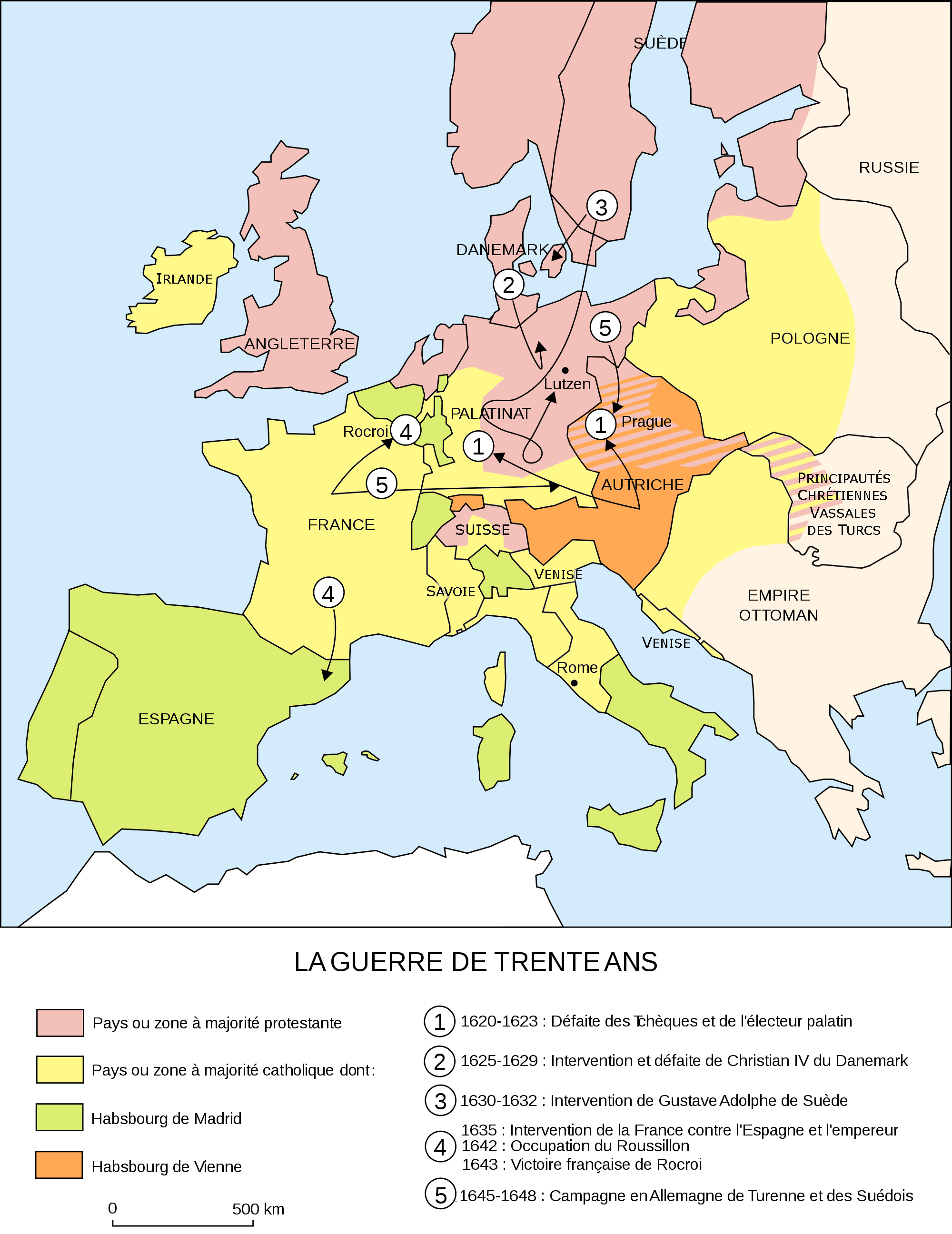
Carte de la guerre de Trente Ans.

La guerre de Trente Ans qui débute en 1618 n'est que l'internationalisation des conflits religieux traversant l'Empire depuis la Réforme.
De 1621 à 1648, l'Alsace est une des régions les plus ravagées d'Europe et l'un des principaux champs de bataille.
En 1621, les troupes du comte de Mansfeld arrivent en Basse-Alsace pour tenter d'atteindre les possessions autrichiennes. Elles occupent Lauterbourg, Wissembourg et Haguenau, que le comte veut transformer en principauté protestante pour ses territoires en faisant preuve d'une bienveillante neutralité et les luthériens lui montrent quelques sympathies. Mais les excès de ses soldats ne tardent pas à lui aliéner toute bonne volonté : incorporation de force de 6000 jeunes gens, pillage et destruction ou versement d'une forte contribution par les villes catholiques de Rosheim et Obernai, siège de Saverne, mise en fuite des paysans, qui se réfugient dans les villes fortes, principalement Strasbourg qui s'est déclarée neutre en 1620.
En mars 1622, Mansfeld, délié de son serment par Frédéric V, quitte l'Alsace.
En 1629, en vertu de l'édit de Restitution, l'Empereur fait expulser les luthériens de Sélestat et Wissembourg ; ceux de Colmar, forcés de choisir entre conversion et exil, se réfugient à Riquewihr, Strasbourg, Mulhouse et Bâle ; la ville de Strasbourg est sommée de restituer dans les deux mois les édifices et biens ecclésiastiques.
Alors que Mulhouse demande l'aide des cantons protestants suisses qui reçoivent la promesse d'une aide des troupes royales françaises, Strasbourg doit faire face à un siège, et Haguenau se retranche de peu d'une attaque subite du roi de France.
Cependant, les protestants sont sauvés par l'intervention de leurs alliés suédois, qui envahissent les territoires germaniques et entrent en Alsace par le pont de Kehl, avec le soutien de la ville de Strasbourg. Le souvenir de leur occupation, de 1632 à 1634, demeure d'ailleurs fortement enraciné dans la mémoire orale. À partir de Strasbourg, les troupes suédoises, aidées par les canons de Strasbourg, prennent la forteresse épiscopale de Benfeld ; puis Erstein est prise et pillée à son tour. En guise de remerciement pour son aide, Strasbourg reçoit de l'évêque deux riches bailliages, la Wantzenau et le Kochersberg. La population des campagnes s'enfuit dans les forêts, pendant que les troupes suédoises font tomber les villes. Obernai, Rosheim, Molsheim, Turckheim, Munster et Sélestat tombent, de même qu'Ensisheim, après la fuite en Franche-Comté de la régence autrichienne. Les bourgeois protestants de Colmar se soulèvent et égorgent la garnison impériale. Les troupes suédoises finissent par prendre Thann, Belfort et Haguenau. Ces avancées, malheureusement, donnent aussi lieu à tous les excès (profanation d'églises, meurtres de prêtres, pillages, saccages, etc.).
Au début de 1633, il ne reste plus sous le contrôle catholique en Alsace que Saverne et la forteresse épiscopale de Dachstein qui sont sous la protection du duc de Lorraine. Les catholiques ne restent cependant pas sans réaction, une révolte de 4 000 paysans dans le Sundgau catholique prend Ferrette avant de dévaster Belfort et Bâle. En Basse-Alsace, le comte de Salm se porte de Saverne sur Haguenau dont il s'empare avec l'aide des bourgeois catholiques.
En 1634, le comte de Salm, ne pouvant plus résister face aux forces protestantes, donne le contrôle de Haguenau et Saverne au roi de France.
La défaite des Suédois en septembre lors de la bataille de Nördlingen ouvre un nouveau tournant de la guerre et à peine quinze jours plus tard, les troupes impériales et lorraines reviennent en Alsace. C'est à ce moment que Richelieu décide d'intervenir, par un traité le 1er novembre il se fait ainsi remettre toutes les places fortes tenue par les Suédois en Alsace, à l'exception de Benfeld. Les villes d'Alsace acceptent la protection royale française car depuis l'édit de Nantes en 1598 les cultes catholique et protestants sont reconnus et plusieurs chefs militaires sont protestants.
De 1635 à 1639, l'Alsace sert de lieu de passage aux armées française, impériale et espagnole qui pillent et détruisent tout.
En juillet 1637, Bernard de Saxe-Weimar, le nouveau commandant des troupes protestantes et suédoises, s'installe en Alsace avec le soutien de Richelieu. Il s'empare rapidement d'Ensisheim et de tout le pays jusqu'à Benfeld avant de s'emparer des villes suisses du Rhin supérieur. Le 17 décembre 1638, il fait tomber Brisach, après deux mois de siège, ce qui met fin à la présence impériale en Alsace et en Brisgau. Avec l'accord français il devient alors Landgrave de Haute-Alsace et Grand-Bailli de Haguenau, succédant a tous les droits et titres de la Maison d'Autriche en Alsace. Cependant il meurt subitement de fièvre le 18 juillet 1639 et Richelieu parvient à prendre son armée à sa charge financière, ce qui lui permet de prendre le contrôle de ses conquêtes. L'Alsace passe sous le contrôle de l'armée royale française et le gros des combats s'éloigne.
Mais de toute part la lassitude augmente et les impôts de guerre deviennent insupportable, la France subit même une guerre civile (la Fronde). Le 24 octobre 1648, Mazarin et l'Empereur signent les traités de Westphalie, en discussion depuis 1644, qui mettent fin à la guerre de Trente ans. L'Alsace est exsangue, plus de la moitié de la population rurale a disparu, à la suite des massacres, famines et épidémies de peste et entre 30 et 60 % du bâti a disparu.
Les traités de Westphalie consacrent ainsi l'annexion officielle par la France des territoires du Saint-Empire : les Trois-Évêchés (Metz, Toul et Verdun), de la Haute-Alsace et de la Décapole (sans Mulhouse).

Acquisitions territoriales de l'Alsace par la France (1648-1697).

## Repeuplement, annexion progressive et administration française

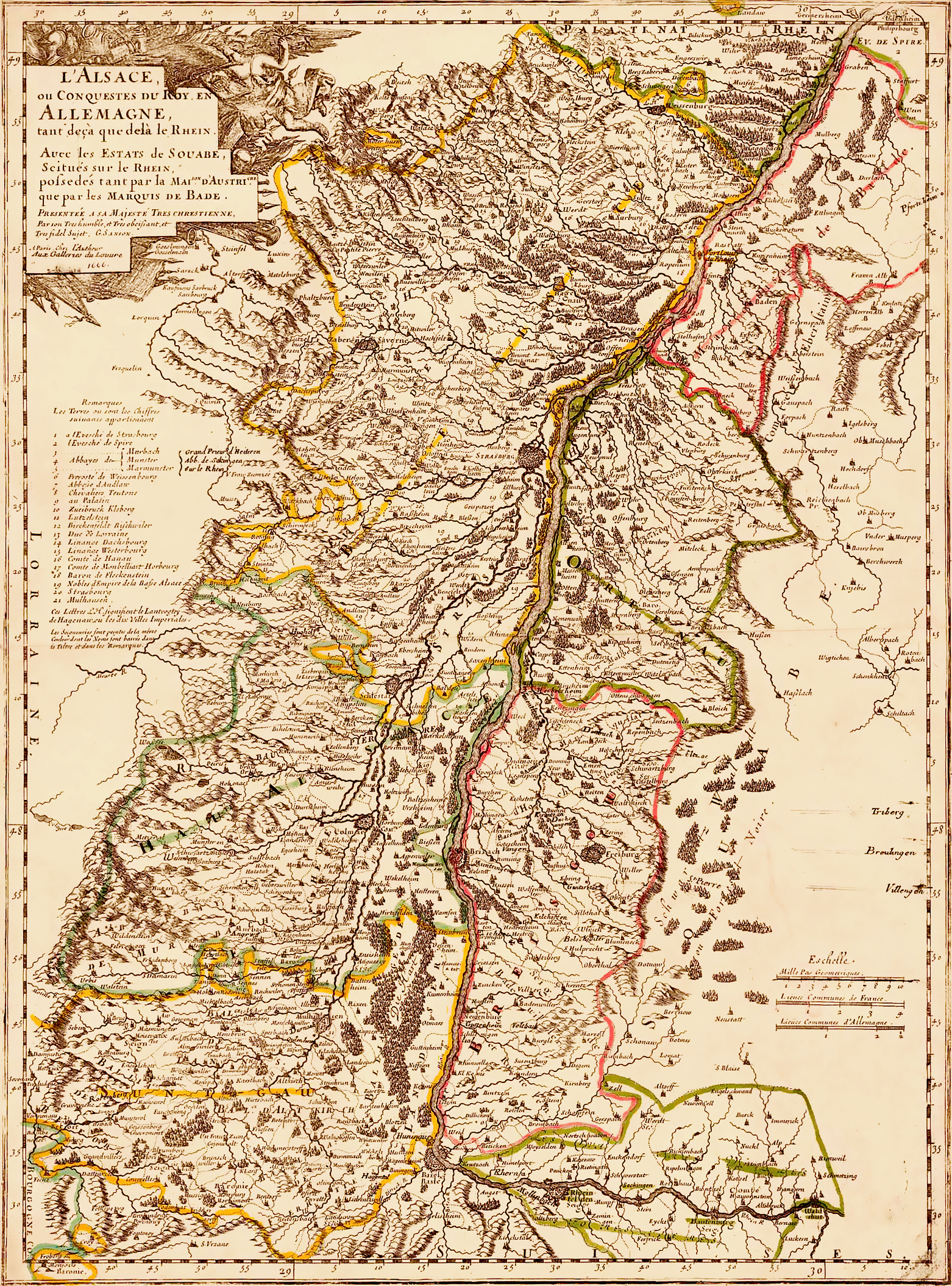
L’Alsace ou conquestes Du Roy En Allemagne tant deçà que delà le Rhein.
Carte de Guillaume Sanson, à Paris, 1666.

À l’issue de la guerre de Trente Ans en 1648, les traités de Westphalie entraînent le rattachement d'une partie de l’Alsace à la France : les possessions des Habsbourg regroupant principalement le sud de la région. Cependant au milieu de ces territoires, la république de Mulhouse (Stadtrepublik Mülhausen) conserve son statut de ville indépendante et Strasbourg demeure ville libre impériale. Épargnée par la guerre, la ville de Strasbourg est néanmoins isolée, financièrement affaiblie, et n’a rien à attendre du Saint-Empire vaincu.
La noblesse française éprouvera au début des difficultés à asseoir son autorité sur le territoire alsacien. Ainsi les difficultés des Français à conquérir l'Alsace font dire au général de Breisach : « Je ne puis m'empêcher de dire que l'autorité du roi va se perdant absolument en Alsace. Les dix villes, bien loin d'être soumises au roi, sont presque ennemies. Il m'a paru de leur part une grande affection pour l'indépendance et un grand désir de demeurer membres de l'Empire. La noblesse de la Haute-Alsace va presque le même chemin. Haguenau a fermé insolemment la porte au nez de M. Mazarin et la petite ville de Münster l'a chassé honteusement il y a quelque temps. Je crois que le roi devrait prendre le temps qu'il jugera à propos pour mettre Colmar et Haguenau à la raison. »
Durant les guerres de la Fronde en France, le cardinal Mazarin voulut se réfugier en Alsace mais il dit en ces termes : « Aucune ville d'Alsace ne pouvait me recevoir, soit parce qu'elles sont protestantes, soit parce qu'elles sont autrichiennes de cœur, soit parce qu'elles ont trop souffert des troupes françaises. »
La France met en place en 1658 un Conseil souverain d'Alsace pour asseoir sa présence.
La mortalité lors des années de guerre fut telle que Louis XIV invita des étrangers, à condition d'être catholiques, à venir dans la région pour la repeupler, par un édit de 1662. C’est ainsi que de nombreux villages prirent des noms à consonance française, et non germanique : par exemple, Diedolshausen devint Bonhomme, etc.
Les villes de la Décapole acceptent mal la domination française. Plusieurs d'entre elles sont incendiées par les troupes françaises lors de la guerre de Hollande, leurs fortifications sont démantelées. Le maréchal de Turenne bat les Impériaux à la bataille de Turckheim (1675), dont la population est massacrée par sa troupe,, et le maréchal de Créquy fait de même lors de la bataille de Ortenbach (1678) ce qui met fin à la guerre de Hollande. La France renforce sa mainmise et poursuit ses annexions en Alsace : les châteaux forts des Vosges sont minés, celui de Hagueneau est rasé. Alors que lors d'une période de paix, le 28 septembre 1681, la ville de Strasbourg est assiégée par une armée de 30 000 hommes sous le commandement de Louis XIV et deux jours plus tard, après de rapides négociations, Strasbourg accepte la reddition. Le roi fait alors abattre symboliquement un pan de la fortification de la ville et la cathédrale est rendue aux catholiques .
L'Alsace, comme toutes les anciennes terres du Saint-Empire, est protégée de la révocation de l'édit de Nantes par les traités de Westphalie garantissant le culte protestant. Néanmoins, le protestantisme alsacien subit une série de mesures visant à diminuer son influence et sa vitalité et en 1684 le catholicisme doit être la religion de tous les fonctionnaires seigneuriaux, même en territoire protestant.

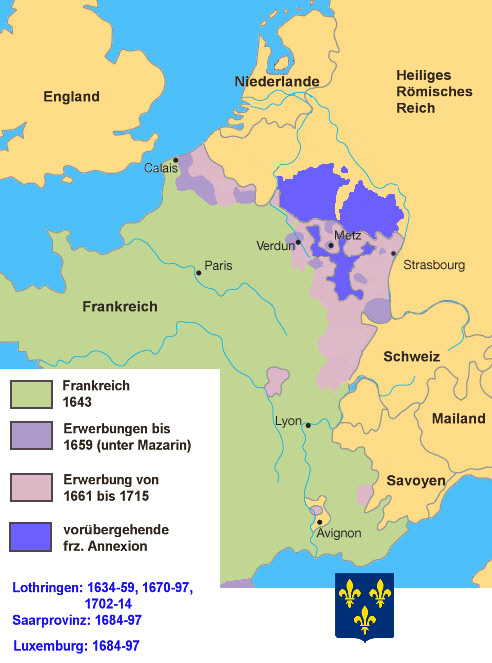
Les « réunions » de Louis XIV.

L'accord de Ratisbonne (1684) stipule, entre autres, que les conquêtes françaises en Alsace, dont Strasbourg, doivent être rétrocédées à l'Empire germanique en 1704. Mais cet accord est rendu caduc par la guerre de la Ligue d'Augsbourg qui entraîne finalement en 1697 l'annexion définitive à la France des territoires conquis par le traité de Ryswick. L’Alsace, à l'exclusion de la République de Mulhouse et de l'Alsace bossue, sera alors à partir de 1697 gouvernée par un intendant de Justice, Police et Finances siégeant à Strasbourg et par le conseil souverain d'Alsace à Colmar.
Le 30 janvier 1685, un arrêt du Conseil d'État ordonne à l'administration de ne plus utiliser que le français pour la rédaction des documents officiels et juridiques. Cependant une contestation menée par le magistrat de Strasbourg permet de conserver l'allemand comme langue administrative à Strasbourg, dans les anciennes villes impériales, les juridictions inférieures, les gymnases protestants (comme le gymnase Jean-Sturm, les collèges et l'université).
Le XVIIIe siècle est marqué par une longue période de paix et de prospérité, dont témoigne l'architecture des nombreux villages du vignoble alsacien. L'esprit de tolérance gagne du terrain et les luttes contre le protestantisme s'assagissent. Ainsi, intégrée au royaume de France, l'Alsace conserve plusieurs particularités. La coexistence de quatre religions : catholique, luthérienne, calviniste et juive.
En 1711, le conseil souverain d'Alsace est transformé en parlement comme dans les autres provinces françaises.
En 1716, la Compagnie du Mississippi récupère le monopole de la Compagnie de la Louisiane d'Antoine Crozat, première fortune de France, et décide de faire un vaste appel à l'importante émigration alsacienne. Des publicités attirent en Louisiane des Alsaciens, qui fondent la ville Des Allemands (Louisiane).
En 1730, l'intendant royal ouvre la Manufacture royale d'armes blanches de Klingenthal et en 1734 commence l'exploitation du bitume de Pechelbronn.
En 1746, la république de Mulhouse se lance de manière précoce dans l'ère industrielle avec l'ouverture de la première manufacture d'indienne. La république libre connaîtra alors une croissance exponentielle et deviendra l'un des principaux pôles industriels d'Europe.
Il y avait en Alsace une communauté relativement importante de Juifs, dont la situation était meilleure que dans le reste du Royaume. Cependant, les Juifs n'étaient pas aimés par la population, souvent en raison de l'usure, le prêt à intérêt étant en principe interdit à cette époque. En 1780, la population juive en Alsace était de 20 000 personnes.
Jusqu'à la Révolution, l'alémanique reste la langue principale, 95 % des habitants ne comprenant pas le français. Dans le régiment royal de soldats alsaciens, les ordres sont donnés en allemand et les cours à l'université de Strasbourg, où Goethe viendra étudier, sont également en allemand.

## La Révolution française
La Révolution est accueillie avec enthousiasme par les Alsaciens qui se soulèvent contre la noblesse locale. L'héritage révolutionnaire scelle le lien géopolitique des Alsaciens à la France.
En 1787, l'Assemblée provinciale d'Alsace, le parlement local, adopte le principe du découpage administratif en districts (sauf pour Strasbourg) ce qui menace directement certains privilèges fiscaux de la noblesse. Lors des élections (suffrage censitaire) de 1788, des municipalités opposées au pouvoir seigneurial et en faveur de la réforme des districts sont élues.
L'éventail des revendications locales dans les cahiers de doléances en 1789 est aussi étendu que dans le reste de la France et les 24 députés représentant l'Alsace à Versailles pour les États généraux sont en grande majorité modérés. Des conservateurs nobles et ultra et des prélats constituent l'essentiel de la délégation et cela même pour certains députés du tiers état.

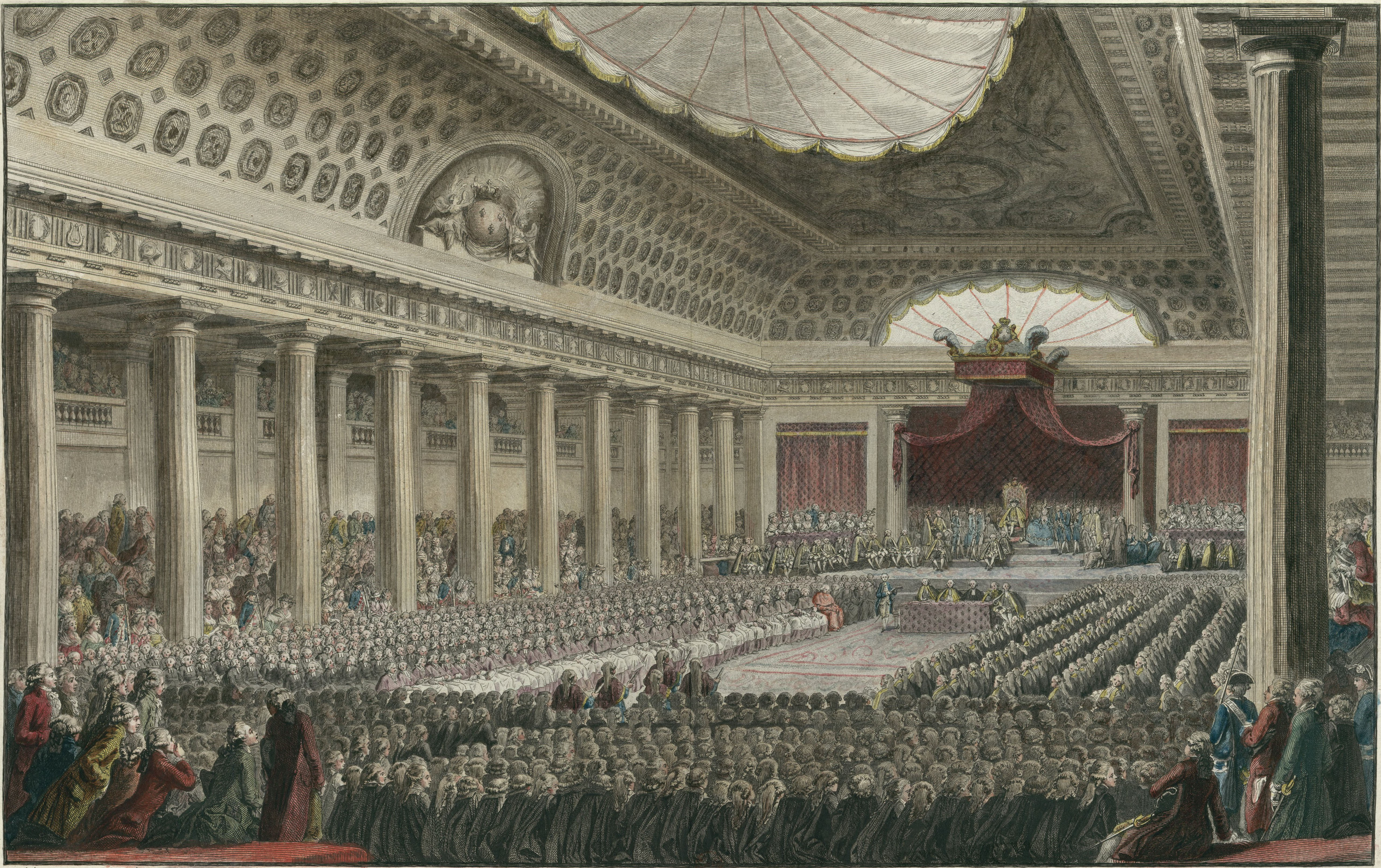
Les États généraux se réunissent le 5 mai 1789 à Versailles, dans la salle de l'hôtel des Menus-Plaisirs.

Cependant l'agitation ne faiblit pas dans les provinces : des émeutes se produisent en Alsace, à Strasbourg, Haguenau et Colmar, ainsi que des jacqueries dans les campagnes de Haute-Alsace et des pillages en Basse-Alsace.
Face aux violences provinciales, l'Assemblée nationale réagit en abolissant les privilèges, les droits féodaux, la vénalité des offices et les inégalités fiscales dans la nuit du 4 août 1789. C’est la fin de la société d'Ancien Régime et pour l'Alsace de ses privilèges locaux. Dès septembre 1789, l'Assemblée vote les premiers articles de la future constitution limitant le pouvoir royal. En novembre la sécularisation de biens ecclésiastiques est votée, vote qui sera suivi en juillet 1790 de la constitution civile du clergé, deux réformes ne touchant que les catholiques et sans effets sur les protestants.
En 1790, l'Alsace est partagée en deux départements, le Bas-Rhin et le Haut-Rhin. Strasbourg devient la préfecture du Bas-Rhin et Colmar celle du Haut-Rhin et en octobre de cette année les frontières douanières sont repoussées jusqu'au Rhin. L'organisation des diocèses se calque sur les séparations administratives. L'émigration religieuse, de la noblesse et des grands aristocrates est importante comme pour le reste de la France, mais ces émigrés se massent de préférence près des frontières. C'est le cas aussi de leurs armées, avec près de l'Alsace l'armée de Condé, financée par Rohan, au Nord, celle des princes à Coblence ou encore la Légion noire. 1790 voit aussi l'élection des premiers maires pour les villes françaises.
En septembre 1791, les juifs obtiennent eux aussi les mêmes droits civiques que les autres citoyens français.

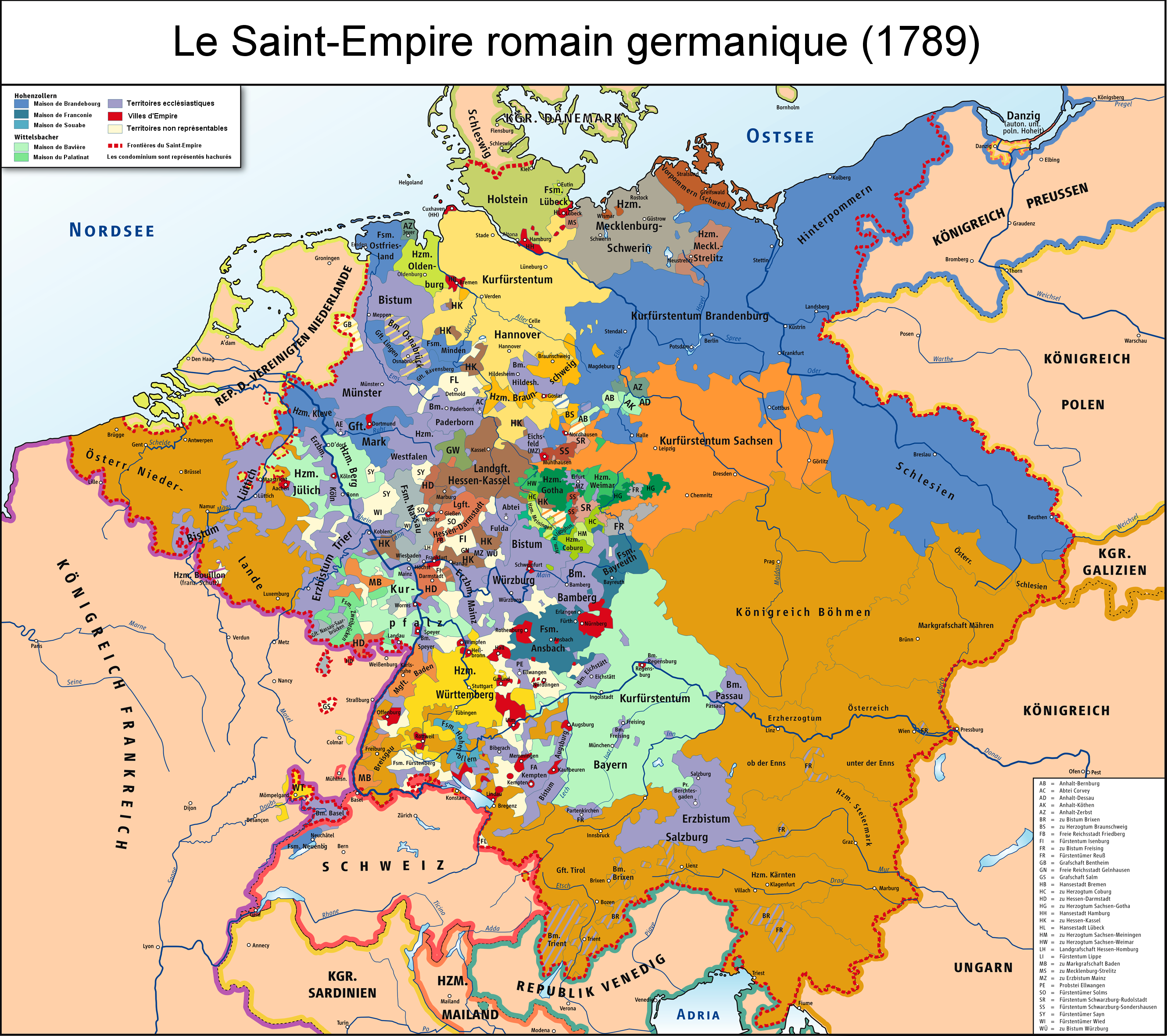
Le Saint-Empire à la veille de la Révolution française.

De nombreux territoires appartenaient encore à des seigneurs, le plus souvent de l’Empire, qui reconnaissaient la suzeraineté du roi de France. Cette particularité des princes possessionnés fut d'ailleurs une des causes de la déclaration de guerre contre l’Autriche en avril 1792. Les émigrés, alliés avec les Austro-Prussiens débutent les hostilités pour reprendre le pouvoir en France. Face à cette agression les volontaires à l'enrôlement se multiplient, en deux mois le Bas-Rhin est ainsi en mesure de former cinq nouveaux bataillons, et les communes frontalières organisent des patrouilles sur les rives du Rhin. Le 26 avril, la future Marseillaise est chantée pour la première fois à Strasbourg par son compositeur Claude Joseph Rouget de Lisle. En septembre 1792, des détachements de la Garde nationale du Haut-Rhin prennent Montbéliard, capitale d'un comté de la maison de Wurtemberg. Ce même mois a lieu la bataille de Valmy qui voit la victoire des troupes françaises.
En 1793, les territoires étrangers enclavés dans les départements, appartenant à la noblesse germanique (les « princes possessionnés »), sont annexés à la France par la Convention nationale. L'Alsace est cependant en prise à de graves problèmes de ravitaillement, c'est pour les régler que le gouvernement révolutionnaire envoie Philippe-François-Joseph Le Bas et Louis Antoine de Saint-Just qui appliquent des mesures de salut public drastiques et instituent une commission spéciale et révolutionnaire qui sanctionne implacablement fautes et défections (62 condamnations à mort en quatre mois par exemple).
Cependant en octobre les troupes autrichiennes brisent les lignes fortifiées de Wissembourg et de la Lauter, puis c'est au tour de Haguenau de tomber. Les combats entre les troupes de la République française et des Austro-Prussiens se stabilisent finalement sur un front Hœnheim - Griesheim-sur-Souffel - Dingsheim, aux portes de Strasbourg. Les pillages résultants de cette avancée semblent presque un moindre mal aux populations par rapport aux violences révolutionnaires de la Terreur.
Remaniée par Lebas et Saint-Just et sous le commandement du général Hoche, l'armée du Rhin parvient finalement à repousser les Austro-Prussiens vers Wissembourg en décembre. Après les batailles de Wissembourg et de Geisberg l'Alsace est enfin de nouveau entièrement sous le contrôle français en janvier 1794.
Le référendum sur la Constitution de l'an III en 1795 révèle que la modération l'emporte désormais dans les cantons alsaciens excédés par les excès révolutionnaires.
En 1796, les hostilités reprennent cette fois à l'initiative des Français : c'est en juin que les combats reprennent du côté de l'Alsace. En effet le général Moreau prend Kehl avec 70 000 hommes de son armée de Rhin-et-Moselle. Deux mois plus tard, la Garde nationale de Strasbourg repousse les Autrichiens qui tentent de reprendre Kehl. Ils auront plus de succès en décembre où le siège de Kehl se conclut par leur victoire.
Avec la prise de Huningue et de Kehl, les troupes autrichiennes sont prêtes à repasser le Rhin au début de 1797. Heureusement, le général Napoléon Bonaparte parvient à forcer les Autrichiens à signer un armistice au printemps 1797.
Les élections du Conseil du Directoire à l'automne se soldent par l'élection d'un grand nombre de conservateurs, voire de monarchistes. Ce choix se fait plutôt par lassitude que par réel choix politique avec une forte chute de la participation, qui est encore inférieure aux 30 % de l'élection de 1795.
En 1798, Mulhouse, alors alliée à la Confédération suisse, vote sa Réunion à la République française, qui a lieu le 4 janvier 1798, à l'époque du Directoire. La Stadtrepublik Mülhausen devient la commune de Mulhausen. L'Alsace est à présent intégralement française. La même année, la communauté juive de Dornach rédige le Memorbuch du même nom. Il contient des prières en mémoire des victimes des persécutions en Allemagne, en Autriche, en Bohème, en Espagne, en Pologne et en Hollande.

## Du Premier Empire au Second Empire

### Premier Empire
Durant la période napoléonienne, l’Alsace fournit 70 généraux à la Grande Armée de l’Empire français dont les strasbourgeois Kléber et Kellermann.

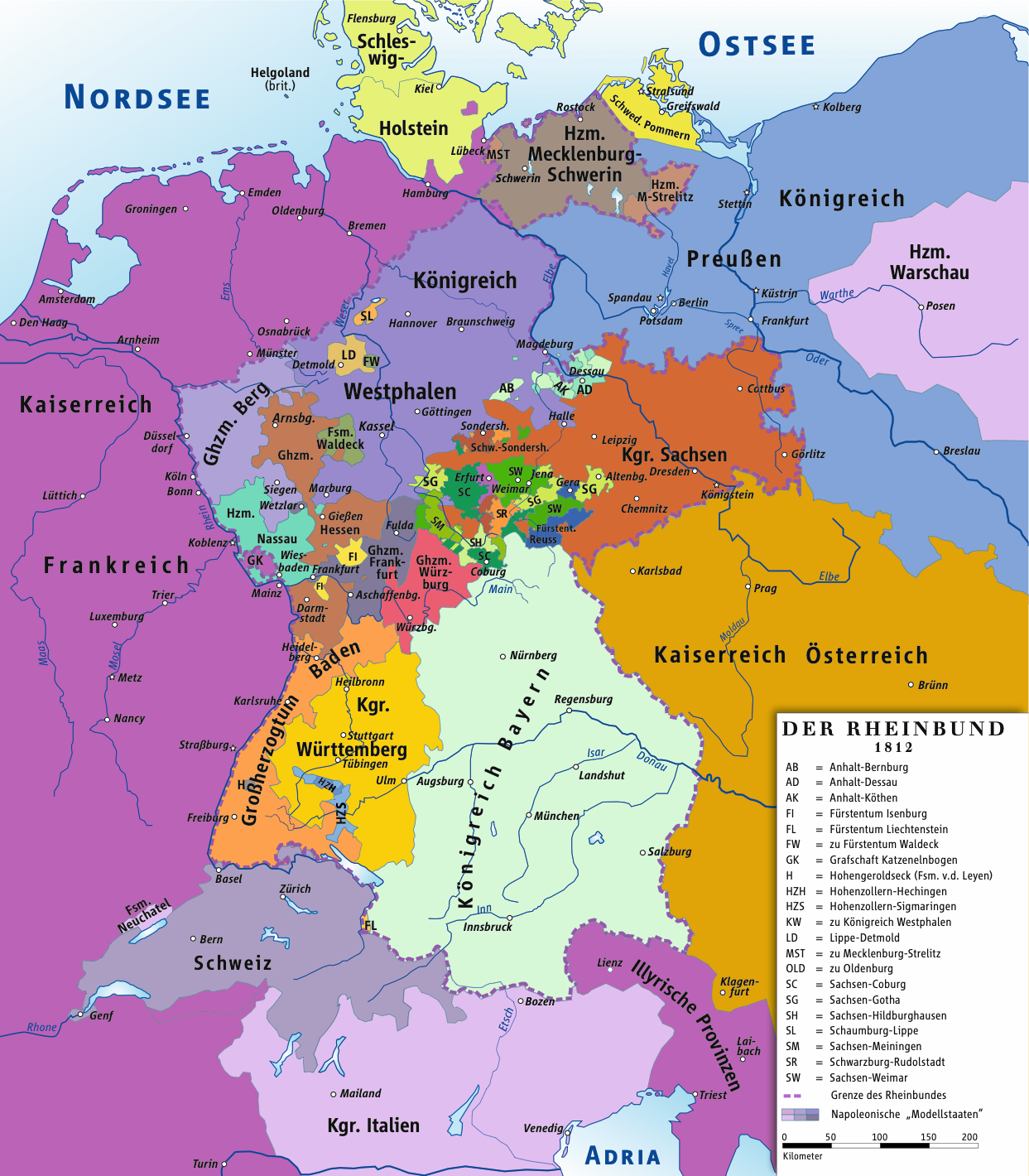
Les États de la confédération du Rhin en 1812.

Napoléon se couronne empereur le 2 décembre 1804. À proprement parler, l'Empire naît à la demande du Sénat. Steven Englund se rallie à l'opinion selon laquelle il s'agissait, initialement, de « protéger » la République. Le Consulat abattu, l’ordre se serait effondré avec lui. L'Empire, lui, était une institution scellant la pérennité des valeurs républicaines. Napoléon Bonaparte pouvait mourir et l'hérédité du titre était censée protéger le pays des bouleversements et de la perte des acquis révolutionnaires. C’est ainsi que les monnaies impériales portèrent la mention « Napoléon Empereur - République française ».
Placé géographiquement au centre du dispositif napoléonien, l'Alsace profite de l'extension de l'empire avec la formation de la confédération du Rhin. en 1806. Le département de l'Alsace est agrandi avec l'annexion du sud de la Rhénanie.

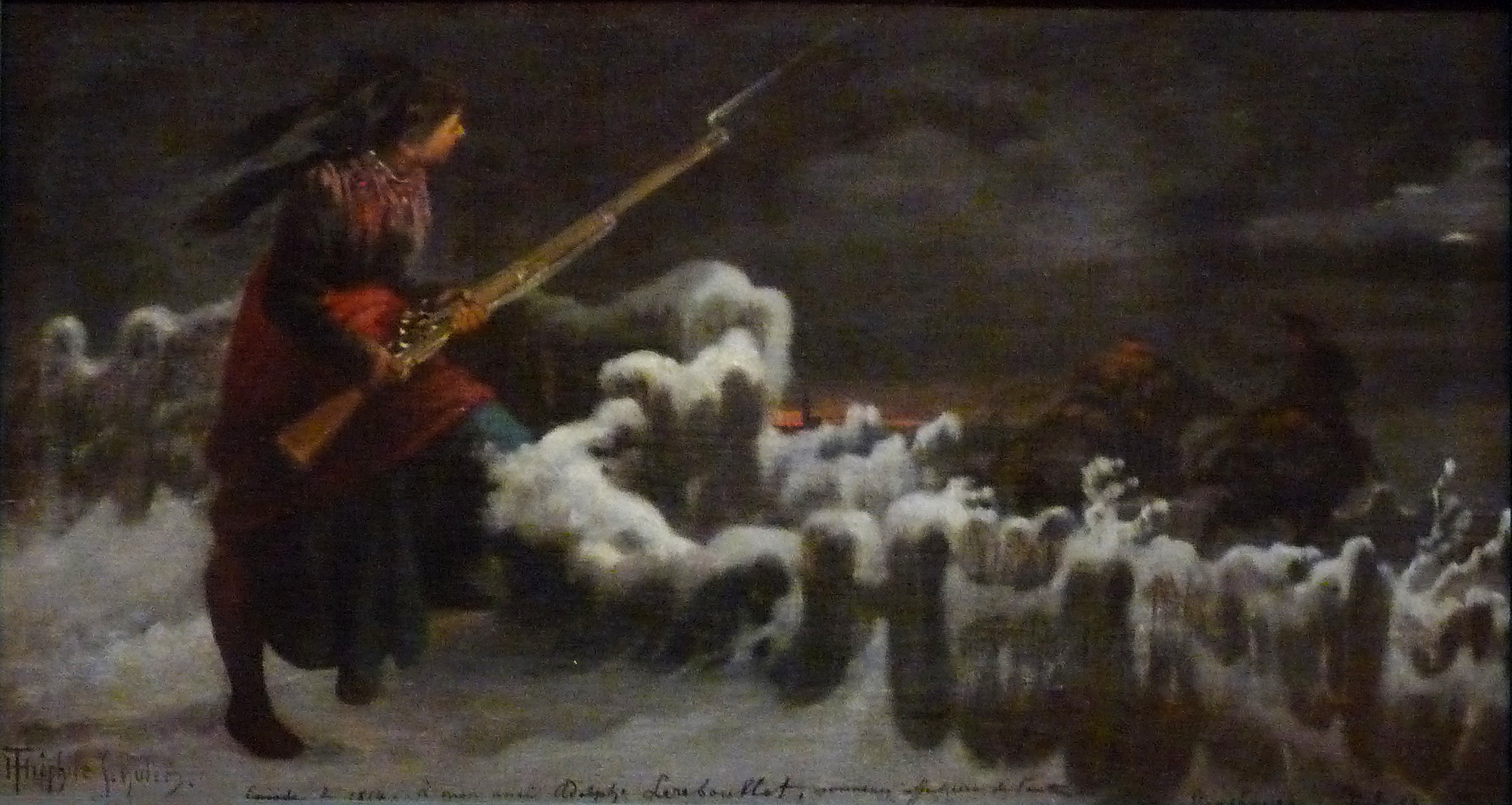
Épisode de la guerre de 1814 (Théophile Schuler, 1870).

Mais en 1812, la campagne de Russie de Napoléon se termine en catastrophe, il parvient difficilement à rejoindre la France. En 1813, les troupes de la Sixième Coalition l'emportent dans la campagne d'Allemagne et en décembre les troupes autrichiennes du prince de Schwarzenberg franchissent le Rhin à Bâle et remontent vers le nord de l'Alsace. En janvier 1814, les troupes françaises se replient devant les attaques des Cosaques venus en renfort des autrichiens. Seules quelques forteresses, comme Strasbourg, Neuf-Brisach et Sélestat, résistent.
Paris tombe le 31 mars et les maréchaux forcent l'Empereur à abdiquer pendant que le Sénat proclame Louis XVIII roi. La déchéance de Napoléon, banni à l'île d'Elbe, arrête les hostilités en avril. Le premier traité de Paris retransforme l'Alsace en région frontière.

### La Restauration et la monarchie de Juillet
Octroyée le 4 juin 1814 par Louis XVIII à ses sujets, la Charte de 1814 est le réel signal d'une Restauration effective et elle est acceptée. Cette charte allie certaines idées modérées de la Révolution à des éléments modérés des traditions monarchiques retrouvées, ce qui suscite le consensus. Louis XVIII réussit à revenir sur le trône. Mais le pays reste agité, et la légitimité d'une royauté disparue depuis vingt-deux ans demeure fragile.
La monarchie de nouveau en exil, Napoléon reprend le pouvoir le 20 mars 1815.
Le général Jean Rapp est nommé à la tête de l'armée du Rhin le 16 avril.
À la suite de la défaite de Waterloo, les troupes de la coalition reviennent en Alsace où de fortes résistance ont lieu, comme dans la vallée de la Bruche, résistance entretenue par des bandes de franc-tireurs.
Même l'abdication de Napoléon du 22 juin et le retour de Louis XVIII ne suspendent pas l'avance des armées de la coalition. Le général Jean Rapp, ayant eu vent d'intentions d'annexion de l'Alsace, se rangea sous les ordres de Louis XVIII et continua à se battre sur la Souffel, aux portes de Strasbourg. Les 28 et 29 juin 1815 se déroula la bataille de Souffelweyersheim-Hœnheim dont les troupes de la coalition sortent victorieuses et qui est le prélude à la prise de Strasbourg le 9 juillet. Mais certaines places fortes, comme Huningue et Belfort, résistent avec acharnement jusqu'à l'arrêt des hostilités 
Près d'un million de soldats occupent 58 départements français et s'y conduisent comme en pays conquis. Les coalisés imposent cette fois des conditions de paix plus sévères qu'en 1814, conditions négociées par Talleyrand et qui sont formalisées dans le second traité de Paris le 20 novembre. La France est ramenée à ses frontières de 1790, les cantons de Bergzabern, Kandel et Landau, ainsi que quelques communes des cantons de Wissembourg et Lauterbourg, sont ainsi annexés par le royaume de Bavière. De plus certaines fortifications, comme celles de Huningue, sont rasées. Les discussions pour le détachement de l'Alsace de la France, constitution d'un archiduché ou rattachement au Wurtemberg, sont finalement rejetées par le congrès de Vienne.
De 1815 à novembre 1818, l'Alsace se voit obligée d'entretenir 40 000 soldats de la coalition (essentiellement des autrichiens et des saxons). La Terreur blanche est bien moins marquée en Alsace que dans d'autres provinces mais les élections de 1815 à 1819 donnent plutôt un avantage aux anciens bonapartistes ou aux tenants du libéralisme constitutionnel. Le gouvernement réagit en nommant deux ultraroyalistes, le comte André de Casteja et le comte de Bouthillier-Chavigny, comme préfets. Ils vont organiser l'épuration politique de l'Alsace.
En 1816, les communes d'Abbévillers, Aibre, Allenjoie, Allondans, Arbouans, Audincourt, Badevel, Bart, Bavans, Bethoncourt, Bretigney, Brognard, Courcelles-lès-Montbéliard, Couthenans, Dambenois, Dampierre-les-Bois, Dasle, Désandans, Dung, Étouvans, Étupes, Exincourt, Fesches-le-Châtel, Grand-Charmont, Issans, Laire, Mandeure, Montbéliard, Nommay, Présentevillers, Raynans, Sainte-Marie, Sainte-Suzanne, Saint-Julien-lès-Montbéliard, Semondans, Sochaux, Taillecourt, Valentigney, Le Vernoy, Vieux-Charmont et Voujeaucourt sont détachées de la région pour être rattachées au département du Doubs.
En 1817, le gouvernement dissout la Garde nationale de Strasbourg.
C'est enfin en 1819 que les deux préfets ultraroyalistes sont destitués et remplacés par des libéraux.
Dans les années 1820, l'Alsace devient le refuge des révolutionnaires allemands, mais voit aussi le développement du mouvement de la charbonnerie, principalement dans les garnisons de Belfort et Colmar. En 1822, un complot bonapartiste est découvert et réprimé à Colmar, le colonel Caron est passé par les armes pour tentative de rébellion.
Entre 1820 et 1846, le cours du Rhin est régularisé et aménagé afin de pouvoir être utilisé pour les transports de marchandises.
En 1826, André Koechlin monte une fonderie et se lance dans la construction mécanique en créant André Koechlin & Cie (AKC) cette société est l'ancêtre de la SACM et d'Alstom (devenue Alstom).

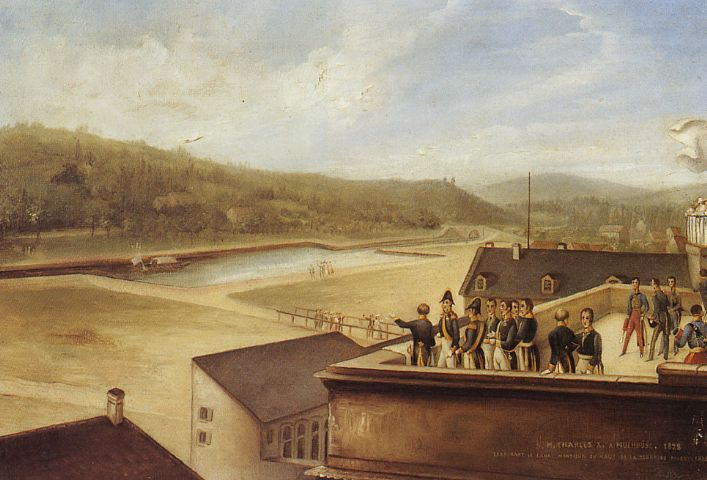
Le canal à Mulhouse en 1828 – visite du roi Charles X.

En 1834, le canal du Rhône au Rhin est achevé ouvrant une liaison vers le sud de la France.
Le 30 octobre 1836, le prince Louis-Napoléon échoue à soulever le 4e régiment d'artillerie en garnison à Strasbourg, il sera exilé.
Dans les années 1840, la situation économique et sociale de la région se dégrade. Le patronat fait même appel à la Garde nationale pour briser des grèves comme à Dornach.
Attisées par la crise économique de 1847, particulièrement sévères autour de Mulhouse et dans le Sundgau, des émeutes se déroulent dans les campagnes et sont violemment réprimées par le commissaire de la République Louis Liechtenberger (qui remplace le poste de Préfet en juillet 1848), tout particulièrement à Haguenau et Marmoutier. La Garde nationale de Strasbourg est reconstituée ; des commissions apparaissent (municipales ou départementales) et prennent de plus en plus d'influence.
En 1841, la première ligne ferroviaire de la région, entre Strasbourg et Bâle, est inaugurée. En 1843 c'est au tour de la ligne Thann - Mulhouse.

### Seconde République et Second Empire
En avril 1848, les élections de l'Assemblée Constituante font un triomphe aux républicains modérés en Alsace et dans toute la France.

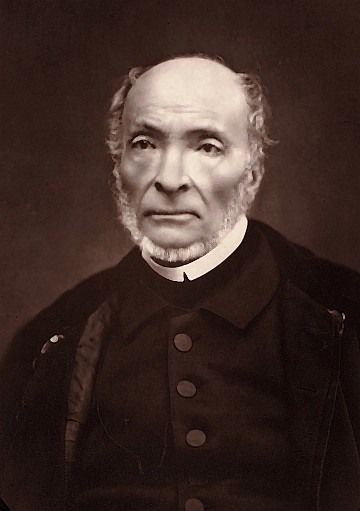
Victor Schœlcher, Abolition de l'esclavage.

Victor Schœlcher est nommé président de la commission d'abolition de l'esclavage, il est l'initiateur du décret du 27 avril 1848 abolissant définitivement l'esclavage dans l'empire colonial français.
La même année, la commune de Mulhausen est rebaptisée commune de Mulhouse.
À la suite de la promulgation, le 4 novembre 1848, de la constitution de la IIe République, Louis-Napoléon Bonaparte est candidat à l'élection présidentielle, la première au suffrage universel masculin en France. Le 20 décembre, il est élu pour quatre ans avec 74,2 % des voix sur la France (il obtient aussi une écrasante majorité en Alsace).
À la suite de l'échec de la réforme constitutionnelle de juillet 1851 et faisant face à des menaces de l'Assemblée nationale, Louis-Napoléon Bonaparte lance un coup d'État le 2 décembre 1851 et s'empare de tous les pouvoirs. Il est conforté par le plébiscite du 21 décembre (plus de 93 % de votes en sa faveur en Alsace).
Le 21 novembre 1852 lors du plébiscite sur l’Empire, l’Alsace vote de nouveau massivement en faveur. À la suite de sa victoire lors de ce plébiscite, Louis-Napoléon Bonaparte devient « Napoléon III, empereur des Français », et le Second Empire est établi le 2 décembre. En 1853 a lieu l'inauguration du canal de la Marne au Rhin ainsi que de la ligne de chemin de fer Paris - Strasbourg, assurant ainsi une liaison avec la région parisienne en passant par la Lorraine.
Sous Napoléon III, le système scolaire français se développe. Pourtant, l’empereur s’adresse aux Alsaciens en allemand quand il visite la province.
Jusqu'en 1870, l'un des faits marquants est la forte émigration d'Alsaciens vers l'Algérie et les États-Unis : 80 000 personnes. Les campagnes alsaciennes sont, en effet, pauvres et surpeuplées.

## De l'Empire allemand au Troisième Reich

### La guerre de 1870-1871
Pour un article plus général, voir Déroulement de la guerre franco-allemande de 1870.
L'annexion de l'Alsace-Lorraine par l'empire allemand a pour origine la guerre franco-prussienne de 1870. Le premier élément généré par le combat franco-allemand alsacien, en 1870, est la réaction des habitants du Haut-Rhin, qui manifestent en organisant des grèves[réf. nécessaire].

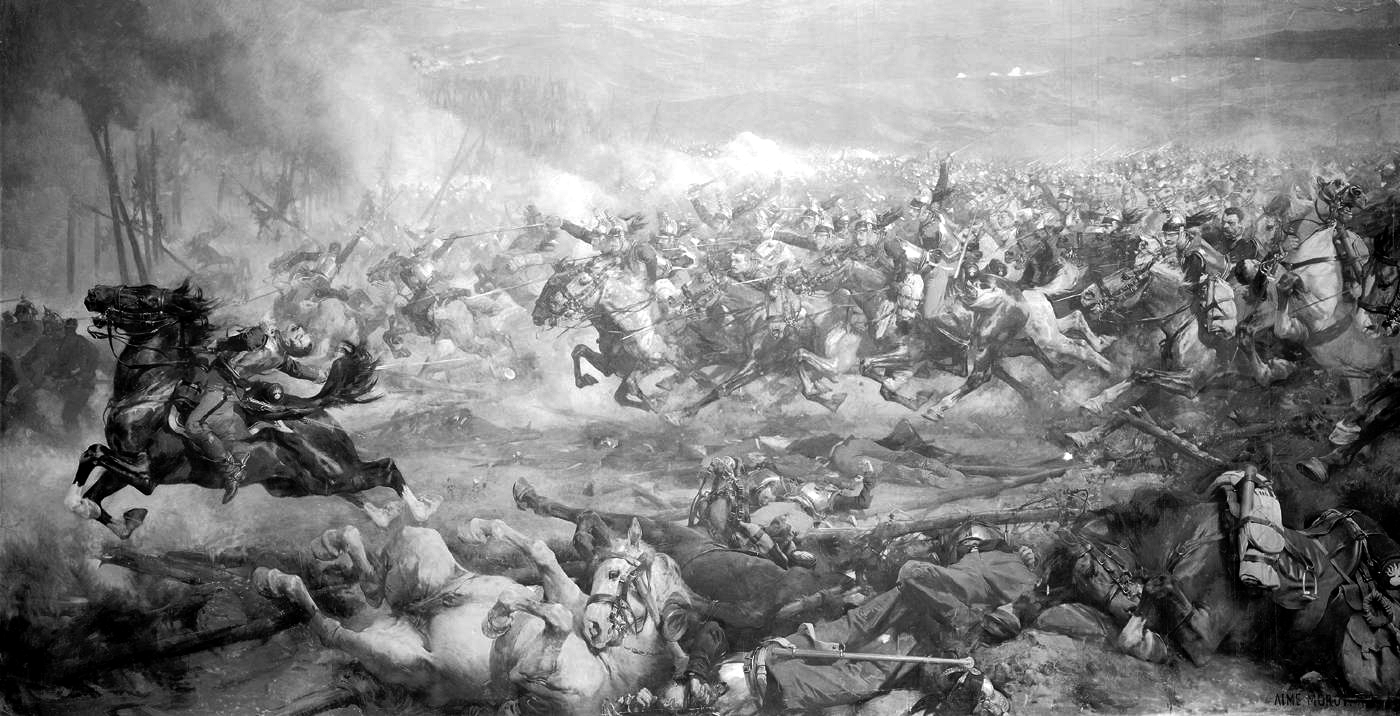
Charge du 3e régiment de cuirassiers français à Wœrth. En tête le colonel Lafunsen de Lacarre qui vient de se faire tuer et dont le cheval continue de galoper (en réalité il n'a plus de tête puisqu'il a été décapité par un boulet prussien).

Les armées allemandes franchissent la frontière entre le Rhin et le Luxembourg, bousculant les armées impériales. Le 4 août, la bataille de Wissembourg dans le Bas-Rhin est la première bataille d'importance entre les armées françaises et prussiennes, elle se solde par la retraite des troupes françaises du maréchal de Mac-Mahon (division Douay) devant les troupes prussiennes du Kronprinz. Cette retraite est accentuée le 6 août avec la bataille de Frœschwiller-Wœrth lors de laquelle la IIIe armée allemande du Kronprinz de Prusse met en déroute les troupes françaises du maréchal de Mac-Mahon et cela malgré les charges vaines des cuirassiers français sur les villages de Morsbronn (où ils sont anéantis) et de hameau d'Elsasshausen (Frœschwiller). À partir de là une partie de des forces allemandes va se lancer vers la Lorraine et le gros des troupes de Napoléon III alors qu'une autre partie va continuer la conquête de l'Alsace.

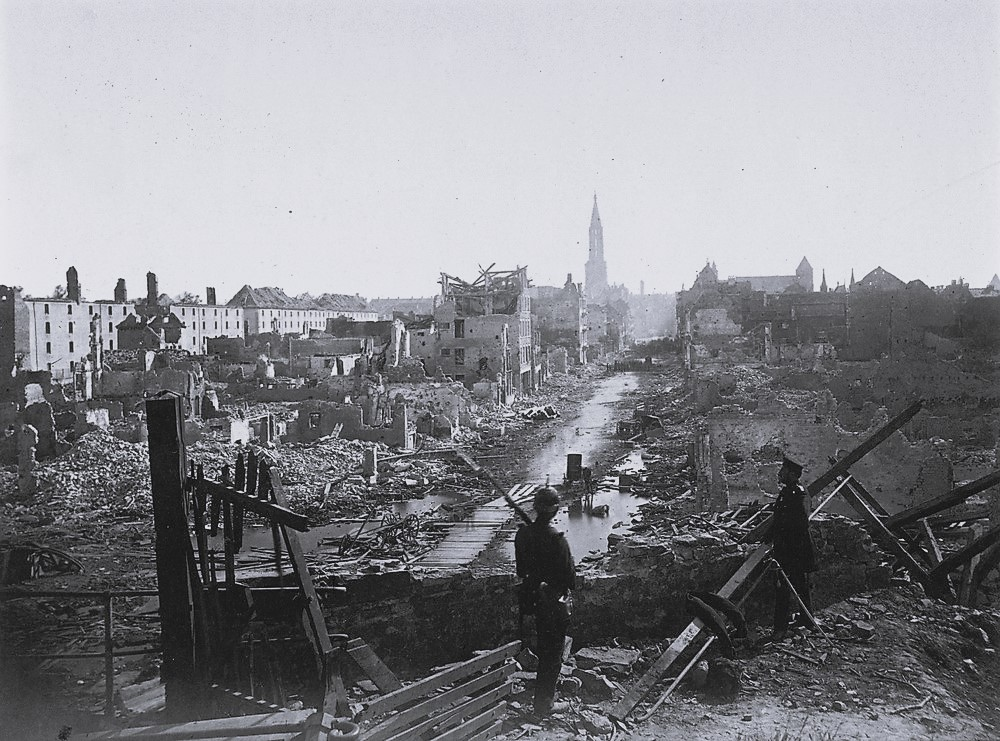
Strasbourg le 28 septembre 1870.

Le 12 août débute le siège de Strasbourg qui termine par la capitulation de la ville le 28 septembre 1870. 

Le 2 septembre, l'empereur Napoléon III est fait prisonnier lors de la bataille de Sedan qui ouvre la voie de Paris aux troupes allemandes. Le 4, le peuple envahit le palais Bourbon, et Léon Gambetta à la tribune proclame la chute du régime impérial. Accompagné de Jules Favre et de Jules Ferry, il se rend à l'hôtel de ville et proclame la république : un gouvernement provisoire, sous la direction de Favre et du général Trochu, est constitué. C'est un Gouvernement de la Défense nationale, qui ordonne la résistance à outrance.
À la mi-septembre, alors que les troupes allemandes débutent le siège de Paris, c'est au tour de Colmar, puis de Mulhouse de capituler. Début novembre c'est au tour de la place de Belfort d'être assiégée.

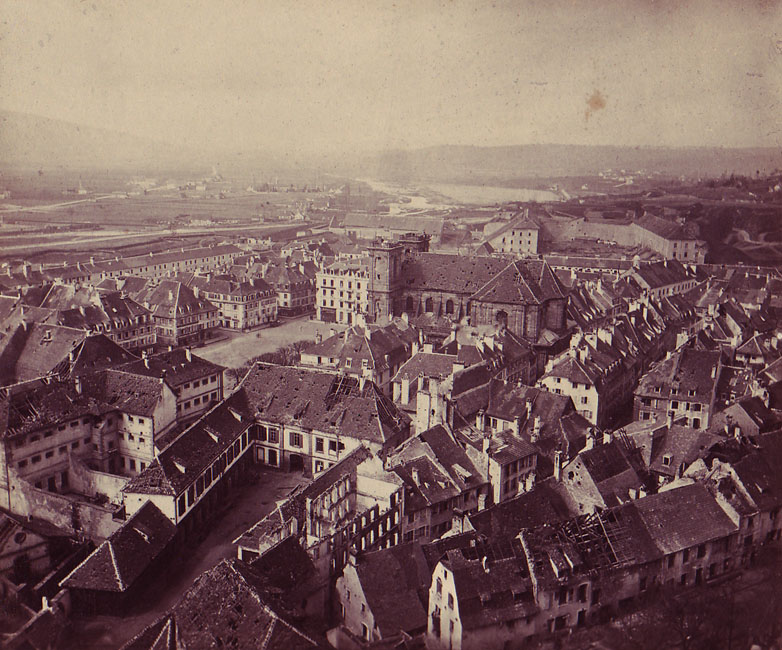
Vue générale après le siège de Belfort en 1871

Le manque de vivres, le bombardement quotidien et la succession des échecs militaires provoquent une agitation croissante de la population parisienne qui fait craindre au gouvernement provisoire replié à Tours, puis à Bordeaux, une prochaine révolte. Celui-ci décide donc de cesser au plus vite les hostilités et signe le 28 janvier 1871 un armistice qui ne concerne pas les opérations dans l'est, dans l'attente de l'arrêt des négociations sur le futur tracé des frontières. L'armistice général intervient le 15 février. L'ordre est alors donné à la place de Belfort de se rendre, ce qu'elle peut faire le 18 février avec les honneurs.
Le 17 février 1871, le gouvernement de Léon Gambetta replié à Bordeaux proteste contre la prise de contrôle de l'Alsace-Lorraine, mais cela n'empêchera pas l'officialisation de l'annexion de la Moselle, du Bas-Rhin et du Haut-Rhin, hors territoire de Belfort, par le traité de Francfort le 10 mai 1871.

Les nouvelles frontières redessinées par le traité de Francfort.

### Le Reichsland

L'Alsace-Lorraine dans l'Empire allemand.

Au début de 1872, la politique et la culture allemandes s'implantent ; l'université de Strasbourg devient le miroir de la connaissance allemande et est agrandie. Le 1er octobre 1872, la France perd ses derniers droits en Alsace, conformément à l'échéance spécifiée dans le traité de Francfort. La loi sur l'enseignement obligatoire est votée.
Au moment de l'annexion en 1871 des trois départements actuels du Bas-Rhin, du Haut-Rhin et de Moselle, le sentiment français resta encore très fort dans la population et ses représentants élus. Le terme député protestataire s'applique aux députés français élus le 8 février 1871, puis aux députés siégeants au Reichstag à partir du 1er février 1874 .
Avant la chute de Bismarck en 1890, la population des territoires annexés en 1871 n'envoya que des députés « protestataires » au Reichstag.
Ainsi le 1er février 1874, quinze députés alsaciens, devenus allemands de force, protestent à Berlin contre le régime imposé à l'ex-territoire français. Le Reichstag entame alors une procédure d'allègement de la politique en Alsace, pour la raison que les tensions avec la France ne semblent plus exister. De plus, il tarde à l'empire de montrer que l'Alsace est définitivement annexée. Le 29 octobre 1874, la délégation régionale « Landesausschuss » est créée ; cette branche politique alsacienne de 58 membres élus participe à la politique allemande ; le 2 mai 1877, l'Alsace obtient le droit de donner son avis quant aux lois émises par le Kaiser (empereur), et le 4 juillet 1879, elle acquiert celui de proposer des lois. Le 4 juillet 1879, un découpage administratif est organisé. Entre 1881 et 1911, des lois sociales à l'avantage des habitants sont votées. Parmi elles, des règlements concernant l'assurance maladie, les retraites et les accidents du travail. En 1890, l'Allemagne poursuit ses travaux sur le Rhin ; le port de Strasbourg est construit.
La découverte de gisements de potasse en 1904 par Amélie Zurcher et Joseph Vogt amena un nouvel essor dans le sud de la région en propulsant tout le nord de l'agglomération mulhousienne dans l'exploitation minière. La société minière Gewerkschaft Amélie est créée le 13 juin 1906. Le 22 avril 1908, le premier puits est foncé et l'exploitation industrielle commence en 1910.
Le 26 mai 1911, l'Alsace est enfin déclarée en tant que région indépendante au sein du Reich, ce qui lui permet d'élire un dirigeant régional. L'unique élection à la diète (Landtag) d'Alsace Lorraine se déroule les 22 et 29 octobre 1911. Le Zentrum (parti catholique) est le premier parti du Reichsland avec 31 % des voix, le SPD (social démocrate) le deuxième avec 23,8 % des voix. L’Elsass-Lothringischer Nationalbund (parti autonomiste francophile) de Wetterlé n’obtient que 3 % des voix et aucun élu.
En novembre 1913 se déclenche l'incident de Saverne, cette série d'oppressions et d'humiliations envers les Alsaciens et Mosellans met en lumière la mainmise du Kaiser sur la province, et les limites du pouvoir législatif du second Reich qui se heurte au fait du prince. C'est le début des tensions qui vont déboucher sur la Première Guerre mondiale en Alsace.

### Première Guerre mondiale

#### L'engagement des Alsaciens dans les combats
En 1914, 380 000 Alsaciens et Lorrains sont mobilisés dans l'armée allemande. Si 3 000 Alsaciens-Lorrains incorporables fuient l'Alsace-Lorraine avant la mobilisation, pour s’engager dans l’armée française, des milliers d’autres se portent volontaires dans l’armée allemande. Selon Jean-Noël et Francis Grandhomme, l'écrasante majorité des Alsaciens-Lorrains aurait répondu sans état d'âme à l'ordre de mobilisation du Kaiser, mais François Roth fait remarquer que « pour éviter une fraternisation avec les Poilus français, l'immense majorité des incorporés fut envoyée sur le front oriental et combattit en Pologne, en Russie blanche, en Ukraine, dans les pays baltes et en Roumanie. », et Jean-Noël Grandhomme écrit lui-même : « Les autorités impériales, confrontées dès 1914 aux désertions et actes d’insubordination d’une part non négligeable des recrues alsaciennes ou lorraines, jugeaient plus sages de les affecter à des fronts lointains ou à la Kriegsmarine », ce qui met un sérieux bémol à ce manque d'état d'âme.
Dès le début de la Première Guerre mondiale, Français et Allemands multiplièrent maladresses et vexations à l'égard des Alsaciens-Lorrains. Du fait de la proximité du front, on fut amené à loger l'armée chez l'habitant. Tous ceux qui étaient suspects de francophilie, furent les mieux servis sous ce rapport. L'interdiction de parler français en public accrut encore l'exaspération des autochtones, depuis longtemps habitués à mêler de français la conversation ; or un seul mot, fût-il aussi innocent que « Bonjour », valait une amende.
Durant le conflit, 18 000 Alsaciens-Lorrains s'engagèrent dans l'armée française et 380 000 furent incorporés dans l'armée allemande. Considéré comme suspect par l'état-major allemand, le soldat alsacien ou lorrain était envoyé sur le front russe, où l'attendaient les missions les plus dangereuses. Les permissions lui étaient accordées plus difficilement qu’aux autres soldats Même s’il obtenait sa permission, le soldat alsacien-lorrain devait attendre trois semaines pour que la gendarmerie locale fît une enquête sur sa famille. Des soldats alsaciens-lorrains servirent pourtant loyalement l'Allemagne jusqu'à la fin de la guerre, parfois jusqu'à l'ultime sacrifice. Ce poids de l'histoire explique la spécificité des monuments aux morts d'Alsace-Moselle qui ne portent souvent que l'inscription lapidaire « À nos morts » en lieu et place du traditionnel « Morts pour la France ». Ce voile pudique, imposée par la défaite de 1918, recouvre le sacrifice de ces combattants, tombés pendant quatre ans pour un drapeau et une patrie qui n'étaient plus les leurs.

#### Les combats en Alsace
Pour des articles plus généraux, voir Bataille des Frontières et Front de l'Ouest (Première Guerre mondiale).
Dès le début de la Première Guerre mondiale, le front se concentre sur l'Alsace-Lorraine, qui est un territoire avantageux pour l'Allemagne mais qui fait la fierté des Français. L'Alsace se retrouve ainsi en position principale des éléments à l'origine de la guerre.

Schéma des offensives jusqu'au 22 août 1914 : les différentes armées s'affrontent le long des frontières, en Belgique et en Alsace-Lorraine.

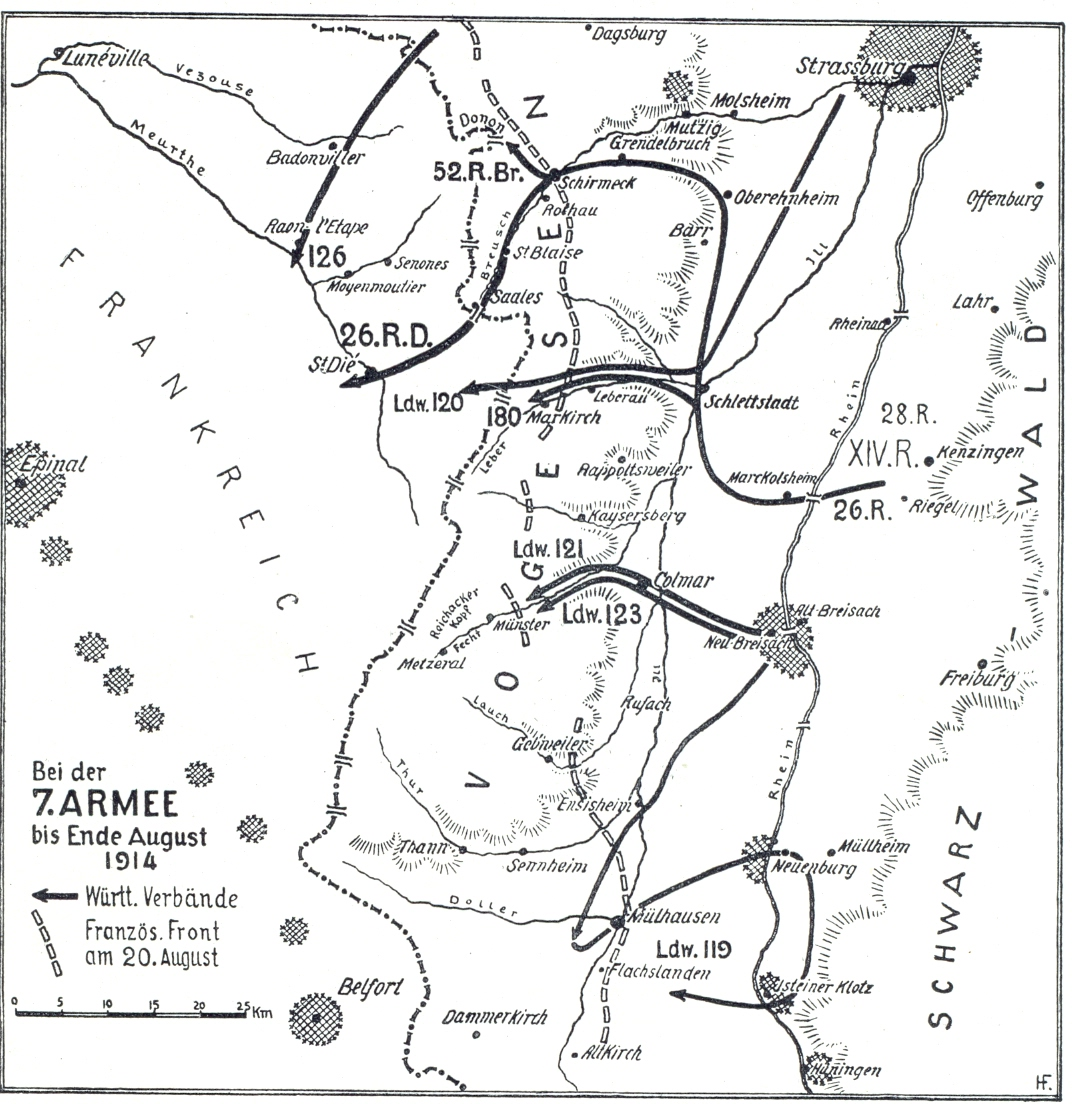
Unités wurtembourgeoises en Alsace à partir du 20 août 1914 : le 14e corps de réserve part pour la Lorraine, tandis que la défense de la Haute-Alsace est confiée à de la Landwehr.

La bataille des Frontières qui désigne la toute première phase des combats de la Première Guerre mondiale sur le front Ouest en août 1914, juste après la mobilisation des différents belligérants, regroupe ainsi tout une série d'affrontements entre les troupes allemandes et franco-britanniques le long des frontières (franco-belge et franco-allemande) sur une période allant du 7 au 23 août 1914. Parmi les zones de combat, on trouve d'une part l'Ardenne belge (bataille des Ardennes) et le sillon Sambre-et-Meuse (batailles de Charleroi et de Mons) où les Français, les Belges et les Britanniques sont enfoncés par l'offensive allemande et d'autre part le plateau lorrain (batailles de Morhange et de Sarrebourg), la Haute-Alsace (batailles de Mulhouse et de Dornach), et les Vosges (bataille du Donon, etc.) où les Allemands repoussent les offensives françaises.

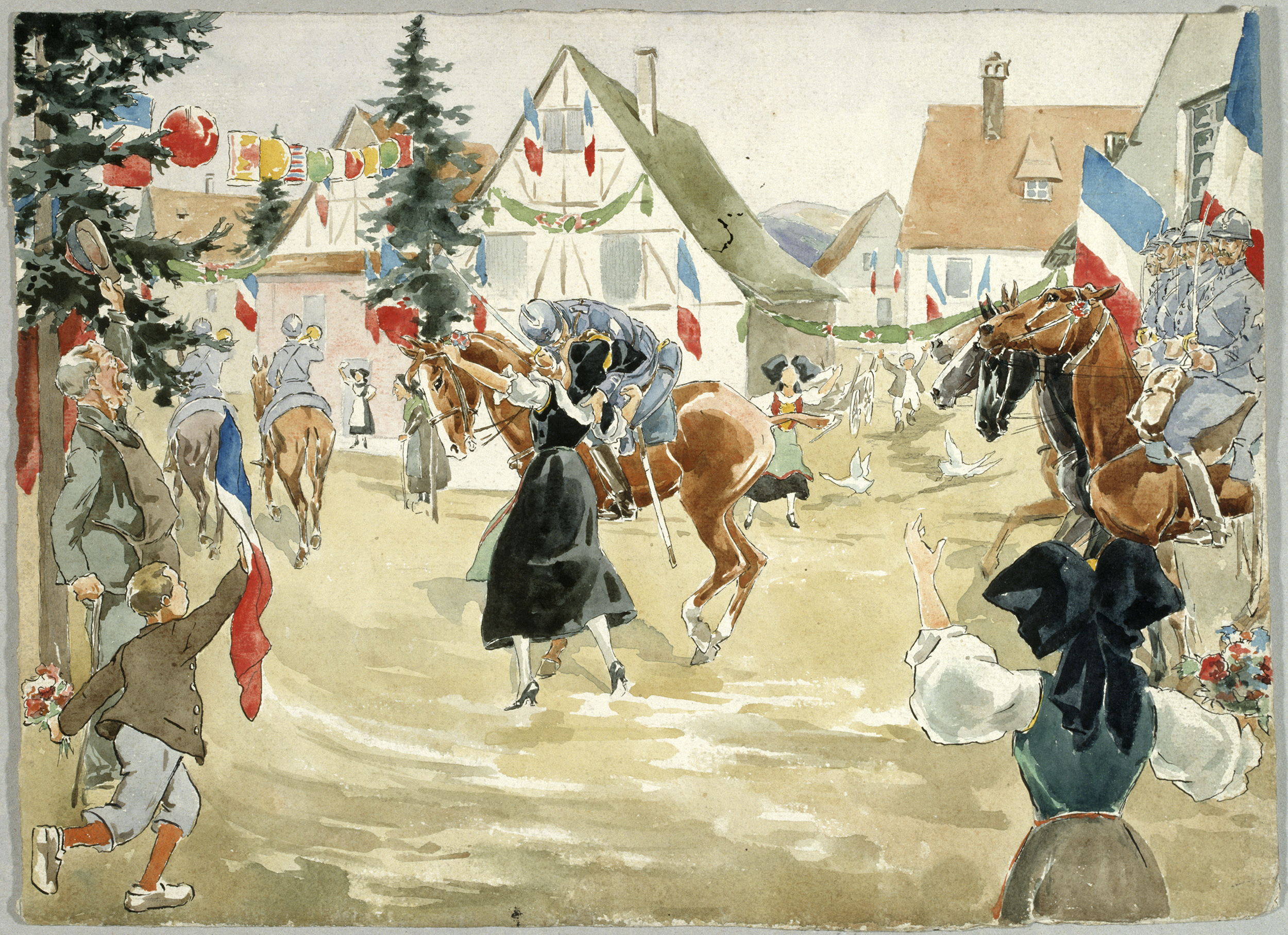
Libération de l'Alsace (septembre 1918, Charles Oberthur)

L'offensive de la Haute-Alsace arrive jusqu'à portée de Colmar mais à cause de l'échec de l'offensive française en Lorraine se voit menacée sur son flanc gauche et le 25 août l'armée d'Alsace commence son repli vers la place de Belfort et se fixe sur une ligne Pfetterhouse - Altkirch - Thann - Hartmannswillerkopf - Munster - Collet du Linge - col du Bonhomme avec pour mission de garder la ligne de crête des Vosges (tel que l'Hartmannswillerkopf) et se contenter d'occuper les cantons de Thann, de Masevaux et de Dannemarie. Malgré des violents combats (bataille du Hartmannswillerkopf, bataille du Linge, etc.) pendant les quatre années qui suivent, la ligne de front ainsi décrite reste sensiblement la même jusqu'en 1918.
Avant même l'armistice du 11 novembre 1918 qui met fin à la Première Guerre mondiale, des troubles se produisent dans les principales villes de la région. Des conseils d'ouvriers et de soldats (Soldaten und Arbeiterräte) d'inspiration marxiste se forment à Mulhouse le 9 novembre, puis à Strasbourg et à Colmar à partir du 10, sur le modèle de la révolution allemande.

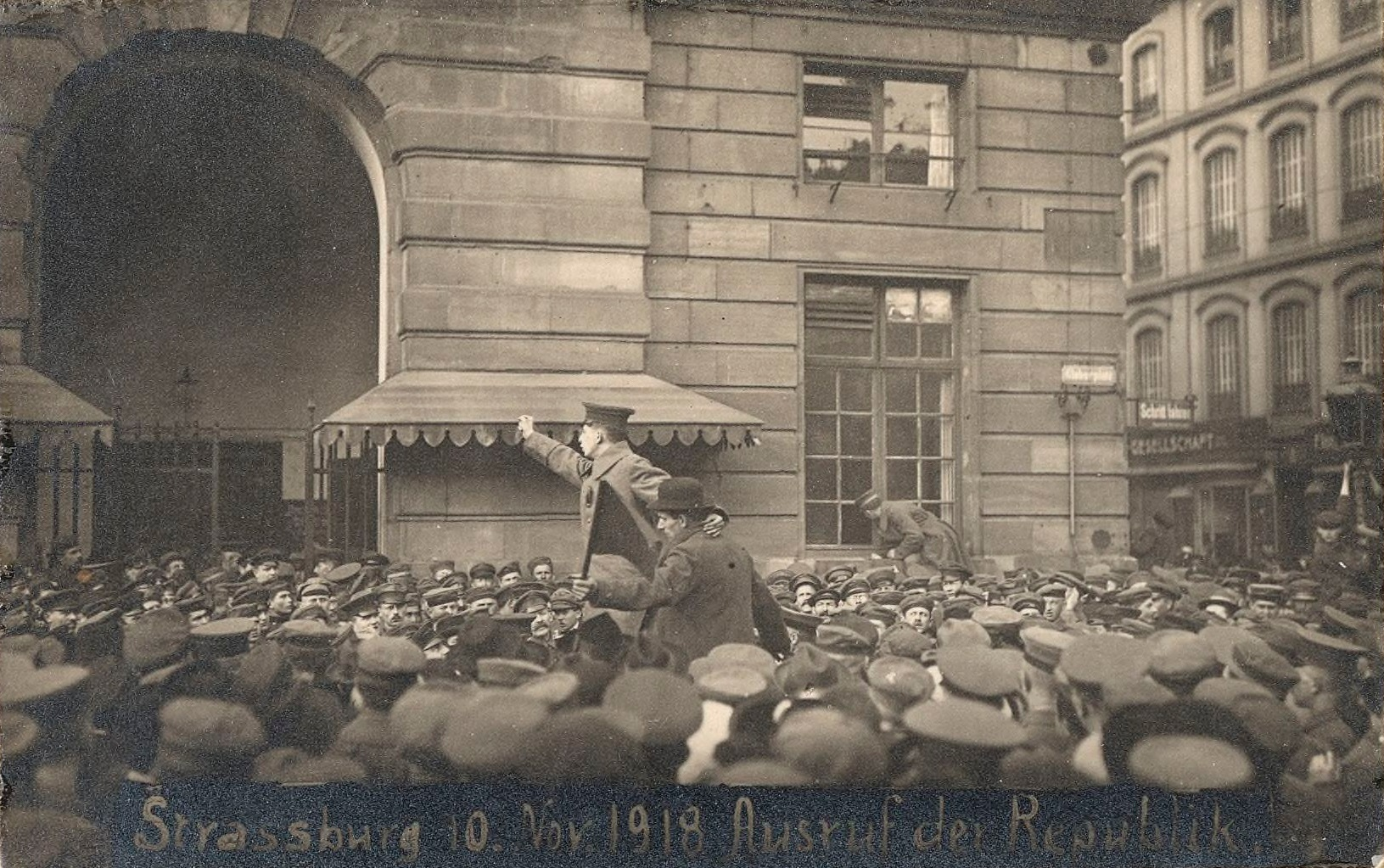
Proclamation de la République devant l'aubette place Kléber

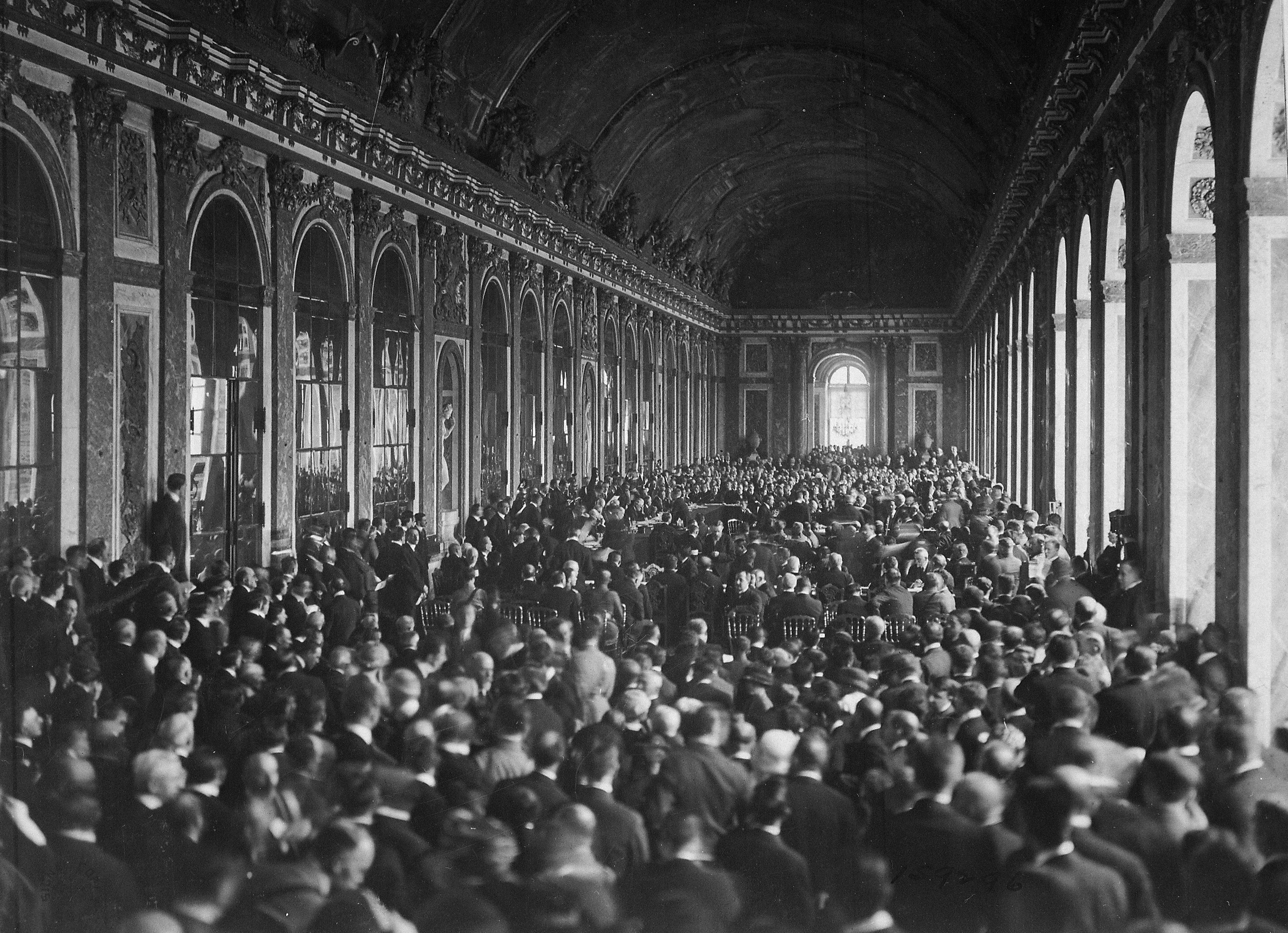
Signature du traité de 1919 dans la galerie des Glaces.

En même temps, « un Conseil national (Nationalrat) d'Alsace-Lorraine est constitué sous l'impulsion des notables, soutenus par la grande majorité de la population ».
Le « soviet de Strasbourg » proclame une « république d'Alsace-Lorraine », « le même jour, le socialiste Jacques Peirotes, élu maire de Strasbourg, proclame aussi la République devant la statue du général Kléber, sans plus de précision ». Les « conseils » se dissolvent d'eux-mêmes après le départ des troupes allemandes, entre le 11 et le 17 novembre.
Les troupes françaises arrivent en Alsace-Lorraine à partir du 21 novembre et sont accueillies triomphalement par la population, très majoritairement favorable à la France. Poincaré et Clemenceau sont reçus en Alsace et en Lorraine du 8 au 10 décembre. Sur le balcon de l'hôtel de ville de Strasbourg, devant l'enthousiasme de la foule, Poincaré s'exclamera : « Le plébiscite est fait! ».
Le traité de Versailles, signé le 28 juin 1919, conclut la paix franco-allemande, et le retour de l'Alsace-Lorraine à la France.

### Entre-deux-guerres
Pour accélérer le retour à la France, les premières décisions réglementaires sont prises au cours des semaines qui précèdent l’armistice. Les différents services sont organisés au fur et à mesure des disponibilités de personnel en dépit d’importantes carences en moyens matériels et humains, et placés sous la direction d’inspecteurs généraux représentant leur département ministériel. Cet édifice administratif est complété par un conseil supérieur d’Alsace et de Lorraine,, organe consultatif composé d’une majorité de fonctionnaires de l’« Intérieur » et de douze personnalités alsaciennes ou lorraines proposées par l’administration.
Les modalités de l’occupation militaire de l’Alsace-Lorraine et des départements libérés du Nord de la France sont définies au cours d’une conférence tenue, à l’initiative du maréchal Foch, le 6 octobre 1918. L’administration civile des territoires libérés d’Alsace-Lorraine relève quant à elle du sous-secrétaire d’État de la Présidence du Conseil chargé des questions d’Alsace-Lorraine qui est assisté d’un haut-commissaire de la République qui coordonne l’action des services d’Alsace-Lorraine et d’un commissaire de la République nommé à la tête de chaque district (Moselle, Bas-Rhin, Haut-Rhin).
Le haut-commissariat de la République, installé à Strasbourg, va agir dans de nombreux domaines :
- En coopération avec le ministère du Travail (arrêté du 26 novembre 1918) : réglementation et inspection du travail, organisation du travail, prévoyance et hygiène sociale, assurances sociales et privées, office de statistique d’Alsace-Lorraine.
- Le classement de la population. Dès l’entrée des troupes françaises en Alsace, les mairies reçoivent pour consignes de délivrer des cartes d’identité répartissant la population en quatre catégories, sur des critères héréditaires. Les Allemands sont expulsés dès novembre 1918 et des commissions de triage sont chargées de l’examen individuel des Alsaciens-Lorrains signalés pour leurs sentiments germanophiles [33].
- L’enseignement primaire et secondaire. Des fonctionnaires français sont placés aux postes de commandes, à charge pour eux d’encadrer étroitement les exécutants afin de franciser le plus rapidement possible l’Alsace et la Lorraine[34]. L'envoi d'instituteurs qui se proclamaient laïcs, voire athées, dans un pays où les convictions religieuses apparaissaient à chacun comme inséparables de son identité et le fait que dans les écoles de campagne la plupart des maîtres étaient incapables d'enseigner une langue qu'ils connaissaient à peine à des élèves qui l'ignoraient complètement, ne facilita pas l'apprentissage du français par les Alsaciens.
- L’introduction du français comme langue de l’administration, ce qui pose des problèmes délicats pour les fonctionnaires alsaciens comme pour le public.
- L’action culturelle française. Afin de diffuser la langue française et faire connaître la France aux Alsaciens, les autorités développent des cours d’adultes, mais se servent aussi du théâtre comme du cinéma.

Cependant, devant les problèmes d’ordre administratif, linguistique et religieux qui se posent les Alsaciens commencent vite à demander des comptes devant l’insolence des fonctionnaires venus de « l’Intérieur » et la désorganisation des services publics. De multiples interventions auprès du président de la République Raymond Poincaré et du chef du gouvernement Georges Clemenceau se heurtent à une fin de non-recevoir.
L'armistice vit aussi s'installer « les revenants », fils d'Alsaciens ou de Lorrains qui, en 1871, avaient opté pour la France. Leurs parents leur avaient transmis de la Heimat (patrie, terre natale) perdue une idée mythique qui ne correspondait pas à la réalité. Revenus en force au pays, ils ne prétendaient pas moins en être les plus purs représentants, considérant parfois comme des traîtres ceux qui avaient préféré rester.
La vie politique locale reprend aussi, ainsi entre le 19 février et le 4 août 1919 est créée l'Union populaire républicaine (UPR), un parti politique alsacien.
Ce retour de la politique locale entraine quelques aménagements, ainsi dans le domaine électoral, et malgré l'absence de texte législatif ou réglementaire, les professions de foi légales des candidats à toute élection politique peuvent être accompagnées de leur traduction allemande par pérennisation d'une décision du président du Conseil d'août 1919 disposée pour les élections législatives du 16 novembre 1919 (et elles seulement).
Dès juillet 1920, le budget de l’Alsace-Lorraine, qui été jusque-là autonome, est soumis à la ratification du Parlement français avant d’être purement et simplement supprimé. Le commissaire général (ex-haut-commissaire de la République) possède de moins en moins de pouvoir avec le rattachement progressif des différentes administrations et entreprises publiques aux ministères correspondants.
La victoire du cartel des gauches aux élections françaises du 11 mai 1924 sonna la fin du commissariat général. La loi du 24 juillet 1925 introduit la législation française en Alsace Lorraine, abolissant les dispositions de la loi du 17 octobre 1919, mais laisse encore au gouvernement la possibilité d’utiliser des décrets d’introduction pendant un an après la promulgation de cette loi et ne touche pas au droit local.
Le 24 mai 1926, le Heimatbund (Ligue de la Patrie) voit le jour avec pour but de regrouper les hommes de toutes tendances autour d'un programme d'autonomie régionale.
Un manifeste proposant un projet social pour l'Alsace et l'égalité entre le français et l'allemand dans l'administration et les tribunaux est ainsi signé par 102 personnalités (fonctionnaires, pasteurs, prêtres, conseillers généraux et municipaux, médecins, commerçants, industriels) le 8 juin. En réponse, le ministre de la Justice Pierre Laval fait prendre des sanctions, les signataires dépendant professionnellement de l'État sont ainsi suspendus, et la presse de Paris se déchaine.
Le 22 août, les communistes et les autonomistes font le coup de poing contre les royalistes et les Engagés Volontaires.
En septembre 1927, le Heimatbund se transforme en parti politique, la Landespartei, avec Karl Roos comme président.
Les mouvements autonomistes commencent à inquiéter le gouvernement qui va enchainer les mesures de répression, interdiction des journaux autonomistes, perquisitions et arrestations.
À la veille des élections, en février 1928, le conseil municipal de Haguenau est dissous pour menées autonomiste, alors qu'il avait juste refusé de voter le budget, ce qui n'empêchera pas sa réélection.
Les élections législatives d'avril donnent lieu à un raz-de-marée autonomiste. les procès des autonomistes arrêtés en 1927 donnent aussi lieu à un acquittement de la majorité ses accusés.

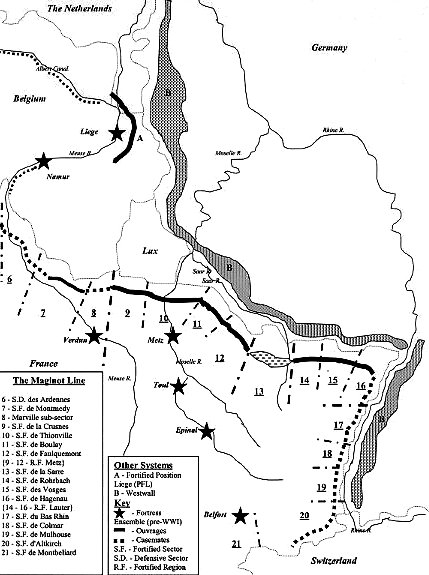
Carte du Nord-Est de la ligne Maginot.

Le ministre de la Guerre français André Maginot obtient le vote en décembre 1929 de la loi permettant le financement des régions fortifiées, permettant ainsi la construction de la Ligne Maginot. En Alsace, le franchissement du Rhin (large de plus ou moins 200 mètres) est interdit par la construction dès 1930 de deux lignes de défense, d'une part une première ligne de casemates sur la berge de la rive gauche du fleuve (« ligne de berge »), d'autre part une seconde ligne un peu plus en arrière, composée d'abris et de casemates (dite « ligne des abris »). À partir de 1931, commence la construction d'une troisième ligne (dite « ligne des villages »), constituée elle aussi de casemates CORF. L'ensemble totalise 85 casemates CORF d'infanterie, complétées par une foule de blockhaus MOM, mais sans aucun ouvrage d'artillerie. Le tout est divisé en trois secteurs du nord au sud.
Aux élections législatives de 1932, le Volksfront (le Front du Peuple) regroupe l'ensemble des mouvements autonomistes remporte 23,9 % des suffrages, contre 11,5 % en 1928.
En mai-juin 1936, comme dans le reste de la France, des manifestations ouvrières se déroulent en Alsace en faveur de la semaine de 40 heures et des congés payés.
Aux élections de 1936, la Gauche accuse un net tassement en Alsace en raison de son anticléricalisme trop abrupt et le Volksfront obtient 12 des 16 sièges en Alsace. Bien que disant soutenir le gouvernement de gauche, à partir de cette période les liens entre autonomistes et Allemagne hitlérienne se font plus marqués.
En septembre 1938, de nouvelles perquisitions et arrestations, dissolutions d'associations, tel la Jungmannschaft qui envoyait de jeunes Alsaciens en Allemagne pour prendre contact avec les jeunesse hitlériennes, fermeture de journaux, visent les autonomistes.

### Seconde Guerre mondiale
L'ordre d'évacuation de la ville de Strasbourg est donné dès la déclaration de mobilisation générale le 1er septembre 1939 et dès le 2 septembre 1939 les habitants des communes en avant de la ligne Maginot sont évacués, avec 30 kg maximum de bagages par personne, vers des centres de regroupement situés dans les Vosges alors que les militaires s'installent dans les ouvrages de la ligne Maginot. Après la déclaration de guerre par le Royaume-Uni, l'Australie, la Nouvelle-Zélande et la France à l'Allemagne, un deuxième voyage attend les habitants évacués, le 9 septembre les habitants prennent la direction du Sud de la France. Parmi les 374 000 Alsaciens évacués de 181 communes, 80 000 sont accueillis en Dordogne, dont environ 60 000 Strasbourgeois, 20 000 en Indre. Pour beaucoup d'Alsaciens c'est le premier contact avec une autre province française et malgré certaines incompréhensions (mentalités et modes de vie différents, pratique religieuse, et surtout langage) des liens durables se formeront.
En septembre 1939, toute une série d'autonomistes sont arrêtés et transférés à la prison militaire de Nancy pour les civils ou au camp d'Arches, près d'Épinal pour ceux rappelés sous les drapeaux. Roos est exécuté pour espionnage le7 février 1940, les autres échapperont à un jugement à la suite de l'invasion allemande.
La 8e armée française qui garde le Rhin en Alsace ne devra finalement pas subir le gros de l'invasion allemande qui passera par les Ardennes en mai 1940. Sous la menace de l'encerclement, elle devra se replier sur les Vosges et la trouée de Belfort le 13 juin. Le 14, jour de la prise de Paris, les services administratifs alsaciens se replient à leur tour et le 15 les écoles ferment.
Le 15 les troupes allemandes franchissent finalement le Rhin en bateaux en quatre points entre Neuf-Brisach et Marckolsheim. La 7e armée allemande prend Colmar le 17, Mulhouse le 18 et Strasbourg, évacuée par les troupes françaises le 18, est prise le 19. Les garnissons des forts de la ligne Maginot attaqués par l'avant et l'arrière résistent cependant, certains ne se rendant sur ordre du gouvernement français qu'après l'armistice du 22 juin 1940.

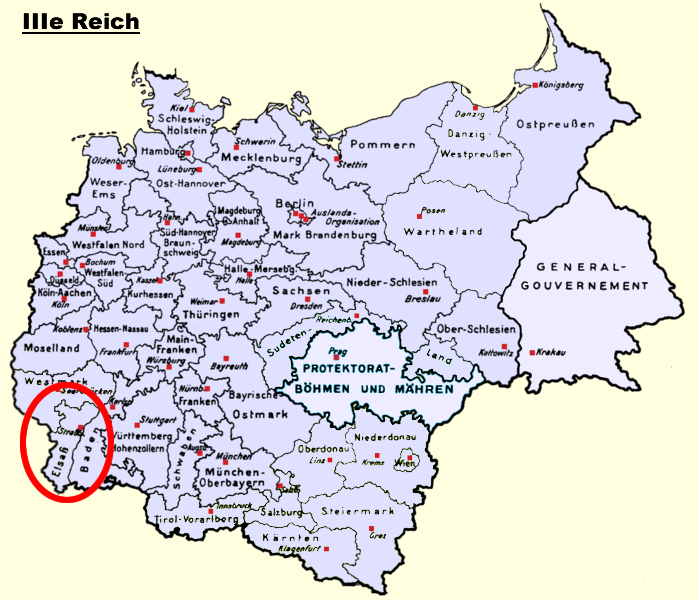
l'Alsace annexée par l'Allemagne nazie.

Au moment de l'armistice, l'Alsace est déclarée occupée. Elle est cependant en piètre état après les destructions opérées par les troupes françaises lors de leur retrait (destruction des ponts routiers et ferroviaires, coupure des lignes téléphoniques et des voies ferrées, assèchement des canaux, démantèlement ou sabotage des industries…).
Les autonomistes détenus par les Français sont libérés et ramenés en Alsace par les Allemands dès le lendemain de l'armistice. Cependant leur demande, tenue secrète par les nazis, de la reconnaissance populaire de l'Anschluss de l'Alsace et de la préservation des libertés religieuses et des traditions alsaciennes fait qu'ils n'obtiendront jamais totalement la confiance des nazis, bien que certains obtiennent des fonctions importantes en Alsace.
L'Alsace-Moselle est annexée de facto au Troisième Reich nazi, le 27 novembre 1940. Les Allemands ne se contentent pas d’occuper la région, mais l'intègrent à leur territoire en rattachant l'Alsace au pays de Bade et la Moselle au Gau Westmark, revenant ainsi sur les termes du traité de paix de Versailles de 1919, qu'ils qualifient de Diktat, mais également des accords de Locarno ainsi que de l'armistice récemment signé qui interdisait toute annexion d'une partie du territoire français. Les Alsaciens, comme les Mosellans qui furent autorisés à revenir, constatèrent le changement de situation. Le gouvernement allemand proclamait son admiration pour la politique d’assimilation que la France avait menée après 1918 et il se déclarait prêt à la mettre en œuvre en sens inverse ; c’est-à-dire qu’il s’apprêtait à recommencer les mêmes mesures, mais avec une deutsche Gründlichkeit (une minutie allemande) qui les rendrait irrémédiables et permettrait une assimilation totale de l'Alsace en cinq ans.

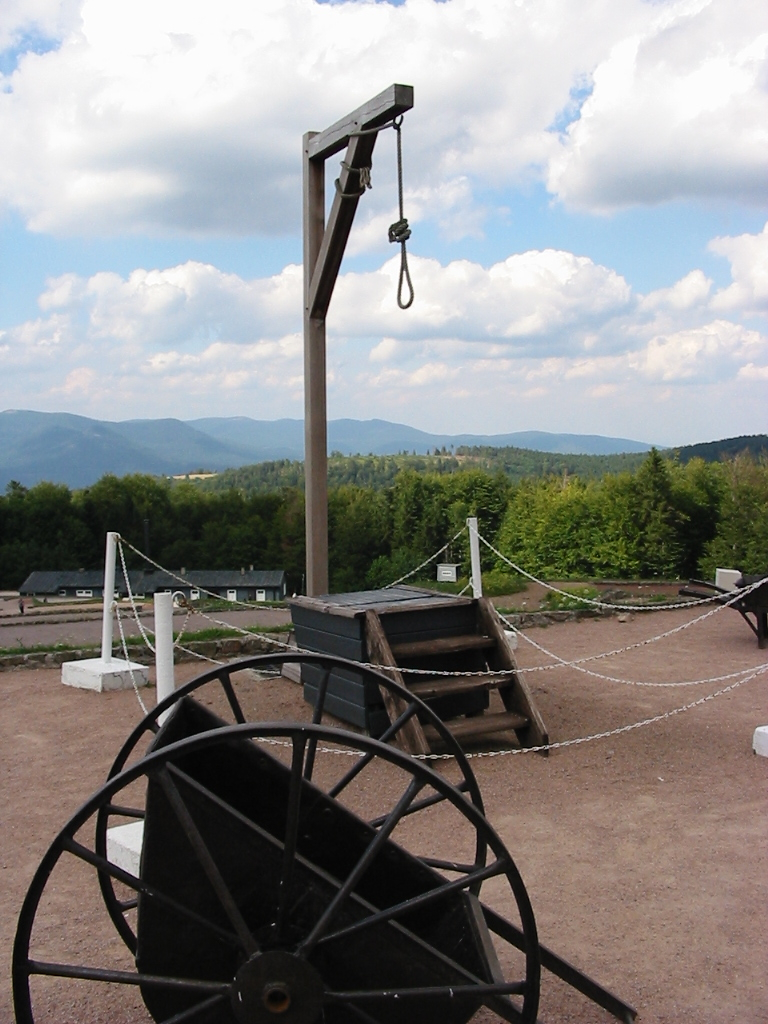
Potence du camp de concentration de Natzwiller-Struthof destinée aux exécutions

Dès le début, la population alsacienne, comme la population mosellane, adopte une attitude réservée par rapport aux Allemands et très vite, la ségrégation est mise en place. Les structures nazies sont mises en place et les Alsaciens opposants au régime sont incarcérés, notamment au camp de rééducation de Schirmeck, ou déportés dans le camp de concentration de Natzwiller-Struthof à partir de 1941. Une résistance armée locale se développa dans les départements annexés indépendamment ou en lien avec la résistance intérieure française dans le reste de la France.
Parmi les mouvements de résistances les plus notables, on peut citer l'organisation de La Main noire. Réseau de jeunes résistants français créé par Marcel Weinum en septembre 1940 à Strasbourg. Le jeune homme, sera arrêté par la Gestapo, et décapité le 14 avril 1942 en Allemagne.
D'autres personnes, tels que Robert Muller, ou Jacques Stosskopf deviennent des membres actifs et incontournables de la résistance Française.
Le 13 juillet 1940, le gauleiter Robert Wagner décide d’expulser les Juifs encore restés en Alsace et de confisquer tous leurs biens, intérêts et droits au profit de l’État. La synagogue du quai Kléber est incendiée par les Jeunesses hitlériennes venues spécialement de la république de Bade le 30 septembre 1940. La ruine qui subsista fut dynamitée en novembre de l’année suivante.
Sur les vingt rabbins français disparus en déportation, 11 sont nés ou ont exercé en Alsace, dont René Hirschler, et sur les vingt-cinq ministres officiants disparus, c'est le cas de vingt et un d’entre eux. De nombreux hommes d'affaires juifs alsaciens comme Théophile Bader et Alphonse Kahn, fondateurs des Galeries Lafayette, Pierre Wertheimer, fondateur de l'entreprise Bourjois et associé de Coco Chanel, Max Heilbronn, fondateur du Monoprix ou Albert Kahn, banquier et philanthrope, voient leurs biens confisqués ou connaissent la déportation.
Jusqu'en août 1942 les nazis multiplient les organisations paramilitaires où la population, les jeunes surtout, est obligée de s'inscrire. La propagande active des services de Goebbels pour inciter les jeunes Alsaciens et Lorrains à s'engager ne montra pas vraiment de résultat, seuls les fils des fonctionnaires allemands présents répondant à l'appel, soit moins d'un millier pour les deux départements alsaciens.
Face à ce nombre infime d'engagés volontaires, le Gauleiter Robert Wagner responsable de l'Alsace, persuadé que ceux qu'il considérait comme des frères de race nouvellement reconquis entendraient vite l'appel de leur sang et se sentiraient rapidement allemands, en conclut que les jeunes hésitaient à entrer dans l'armée allemande « par peur de leur famille » et qu'ils seraient heureux de s'y voir forcés Au printemps 1942, à Vinnitsa, il persuada Adolf Hitler, au début fort réticent, d'introduire le service militaire obligatoire en Alsace, ce qui fut fait officiellement le 25 août 1942.
Le service militaire, en temps de guerre, équivalait à être enrôlé et à participer aux combats. La plupart des malgré-nous furent affectés dans la Wehrmacht, mais de nombreuses classes furent versées d'autorité dans la Waffen-SS.
Certains essayèrent de fuir la conscription, ou rejoindre la résistance ou les FFI, mais les représailles sur leur famille étaient telles que beaucoup se résignèrent à porter l'uniforme allemand.
La grande majorité fut envoyée sur le front de l'Est, car l'état major allemand n'avait qu'une confiance toute relative dans les nouveaux incorporés.
Les Alsaciens et Mosellans payèrent un lourd tribut, et très peu revinrent du front soviétique.
La bataille des Vosges et d'Alsace opposant des troupes américaines et françaises aux troupes allemandes après la jonction des forces alliées débarquées en Normandie et celles débarquées en Provence marque la première vraie résistance allemande en France à l'avancée alliée après l'effondrement du front normand.
L'armée allemande, harcelée par les FFI et par l’avance de la 7e armée américaine et de la 1re armée française, s’était réorganisée derrière les défenses naturelles du massif des Vosges, ce qui explique les difficultés de l’avancée des armées alliées qui marque une stabilisation.
Cependant, en novembre 1944, la défense allemande dans les Vosges s'effondre à la suite de l'offensive du 6e groupe d'armées américain. La 1re armée française du général de Lattre De Tassigny, arrivant de Belfort, au sud, est parvenue à libérer Mulhouse le 21 novembre et à atteindre le Rhin à proximité de Bâle. De même, la 2e division blindée française a percé le front dans les Vosges du nord et a libéré Strasbourg le 23 novembre 1944. Les dernières forces allemandes encore présentes en Alsace méridionale, renforcées par quatre divisions venant d'Allemagne, se retrouvent dans une tête de pont semi-circulaire centrée sur la ville de Colmar.
En janvier 1945, la bataille des Ardennes entraine un redéploiement des troupes alliées. Ce redéploiement s'accompagne d'une offensive allemande sur le Nord de l'Alsace. Le Général De Gaulle refuse cependant l'ordre américain d'évacuer Strasbourg et les troupes françaises finissent par repousser les six divisions de l'offensive allemande qui étaient presque arrivées jusqu'à Strasbourg. La reprise du terrain perdu fut difficile, les Allemands s'étant fortement retranchés sur une ligne vallée de la Moder - forêt de Haguenau. Les combats font rage dans la poche de Colmar jusqu'au 2 février 1945 quand les dernières unités allemandes évacuent par le pont de Chalampé. Le 15 mars l'offensive alliée est lancée sur le Nord de l'Alsace et le 18 les dernières troupes allemandes quittent l'Alsace, la campagne d'Allemagne commence.
Cependant une partie de l'Alsace restera sous le feu des batteries allemandes situées sur la rive droite du Rhin jusqu'en avril 1945 quand les troupes de De Lattre parviennent à franchir le Rhin.

## Époque contemporaine

### L'après-guerre
Après la Seconde Guerre mondiale et la fin de l'annexion nazie de l'Alsace-Moselle, le département de la Moselle reste attaché administrativement aux deux départements alsaciens et ce n'est que dans les années 1960 qu'il forme la région Lorraine, avec les départements de Meurthe-et-Moselle, de la Meuse et celui des Vosges, de même la ville de Kehl est placée sous administration du gouverneur militaire de Strasbourg de 1945 à 1949, ses habitants allemands expulsés pour loger les victimes des bombardements, la ville sera rétrocédée à la RFA en 1953.
À la sortie de la guerre, l'Alsace doit se remettre des dégâts causés principalement par les intenses combats de 1945 mais aussi par les bombardements alliés et allemands.
Les opérations militaires sont aussi suivies d'une vague d'épuration d'abord extra-légale puis légale à partir de mai 1945. Dans chaque chef-lieu de canton, une Commission d'Enquête est chargée de recevoir et de vérifier les plaintes avant une comparution judiciaire. 8 000 condamnations, sur 20 000 plaintes, seront prononcées, mais à part quelques condamnations à mort ou aux travaux forcés, l'essentiel des peines consiste en réclusions, dégradations, amendes, confiscations de biens ou interdiction de séjour.
Il est à noter que 45 000 Alsaciens sont momentanément internés, beaucoup dans l'ancien camp du Struthof, et qu'en août, l'administration envisage même de déporter la population peu sûre de certaines localités protestantes du Bas-Rhin (Ittenheim, Furdenheim, Sarre-Union, Bouxwiller, Ingwiller, Hatten et Hunspach).
En septembre, un arrêté régional interdit la publication et la vente de publications rédigées entièrement en allemand, les publications bilingues sont autorisées et l'enseignement se fait uniquement en français.
Du point de vue politique, les mouvements autonomistes ont disparu en raison de la compromission de certains de leurs membres avec les nazis ; aucun mouvement régionaliste ne se forme et les politiques se rattachent à des mouvements nationaux. En 1947, lors d’un discours à Strasbourg, le général de Gaulle annonce la création du Rassemblement du peuple français. Jusqu’en 1962, la droite gaulliste domine la scène politique, dont l’une des figures les plus emblématiques est Pierre Pflimlin.
À la Libération, le Syndicat national des instituteurs (SNI), proche du Parti communiste, obtient d’exclure l’enseignement de l’allemand. Ce n'est qu'en 1952, que l'enseignement de cette langue recommence à être autorisé à l'école primaire. Néanmoins, en deux générations se produit un effondrement de la pratique de l’alsacien et de la connaissance de l’allemand.

### L'ouverture à l'Europe
En 1949, Strasbourg se voit attribuer les premières institutions européennes, notamment le Conseil de l'Europe. À ce titre, le ministre britannique des Affaires étrangères, Ernest Bevin a déclaré : « Nous cherchions un centre qui puisse convenir aux nations européennes et devenir un symbole de l'unité de l'Europe. Le choix de Strasbourg m'a paru évident. Cette grande cité avait été témoin de la stupidité du genre humain qui essayait de régler les affaires par la guerre, la cruauté et la destruction ». Un an plus tard, Strasbourg accueille la Cour européenne des droits de l'homme. Puis, en 1952, la Communauté européenne du charbon et de l'acier (CECA). En 1969, l'Institut des Droits de l'Homme. En 1972, le Centre européen de la jeunesse. En 1979, le Parlement européen est élu pour la première fois au suffrage universel et son maintien à Strasbourg confirmé.
En 1966, la communauté urbaine de Strasbourg (CUS) est créée. Elle regroupe 27 communes et est l’une des quatre premières communautés urbaines de France avec Lyon, Lille et Bordeaux. Son objectif est d’optimiser la gestion des différentes communes. Cette même année, le pont de l’Europe est construit et relie Strasbourg à Kehl.
En 1982, les deux département du Bas et du Haut-Rhin sont inclus dans la région Alsace nouvellement créée tandis que le Territoire de Belfort est inclus dans la région Franche-Comté.
La LGV Est européenne qui doit relier à terme Vaires-sur-Marne en Seine-et-Marne à Vendenheim, dont le but est de relier Paris à Budapest par un tracé composé majoritairement de lignes à grande vitesse, est réalisée en deux phases. La première phase, un tronçon de 300 km reliant Vaires-sur-Marne (Seine-et-Marne) et Baudrecourt (Moselle) fut mis en service le 10 juin 2007. La deuxième phase, long de 106 km, dont les travaux ont commencé à l'été 2010, devrait être achevée au début de 2016,.
Le 7 avril 2013, à la suite d'un référendum, rejet de la création d'une collectivité unique en région Alsace par fusion de la région Alsace et des départements du Haut-Rhin et du Bas-Rhin.
Le 1er janvier 2016, réunion des régions Alsace, Lorraine et Champagne-Ardenne dans la nouvelle région Grand Est à la suite de la réforme des régions françaises de 2015.

### Vers un retour de l'Alsace institutionnelle?
Depuis 1992, des écoles bilingues associatives ont été fondées. L'Éducation nationale a été également obligée d'en ouvrir : en 2014, elles scolarisent 10 % des élèves de maternelle.
Dans un rapport intitulé La démocratie locale et régionale en France , le Congrès des pouvoirs locaux et régionaux du Conseil de l’Europe a critiqué la réforme territoriale intégrant l'Alsace dans le Grand Est, les rapporteurs se montrant « préoccupés par l’absence de véritable consultation des collectivités locales avant le vote de la loi entrée en vigueur le 1er janvier 2016, ainsi que par le déséquilibre financier entre les collectivités territoriales dû à un système inadapté de péréquation et à une recentralisation au niveau national des décisions fiscales locales ».
La disparition de l'Alsace n'étant pas du tout acceptée par une grande majorité de ses habitants et de ses élus,,,, au point que l'on parle couramment d'un «malaise Alsacien»,, des initiatives visant à ressusciter l'ancienne région Alsace se font jour régulièrement. Une fusion des départements du Haut-Rhin et du Bas-Rhin est à l'œuvre comme préalable à cette possible révision de la nouvelle région Grand Est, à l'initiative des Conseils départementaux des deux ensembles,.

Pour le président de la république Emmanuel Macron, il est hors de question de revenir sur le découpage régional. En revanche, il verrait d'un bon œil la fusion des départements du Haut-Rhin et du Bas-Rhin dans l'objectif de former une « entité » alsacienne, aux compétences élargies. Une mission en ce sens a été confiée au Préfet Jean-Luc Marx. Ce dernier a rendu son rapport le 20 juin 2018, dont les conclusions ont été rendues publiques le 3 août 2018, celui-ci y indique : 
« À l’issue de ces semaines d’échanges denses et de préparation assidue, je suis conduit à une double certitude : il existe un véritable « désir d’Alsace », une quête de connaissance et de reconnaissance dont le contenu n’est certes pas seulement institutionnel. L’Alsace culturelle, linguistique, historique, climatique… existe et nombre de ses habitants aspirent à être identifiés à ce territoire ; les territoires objets de mon rapport présentent des spécificités que l’État peut reconnaître, valoriser dans l’intérêt de ses habitants comme de la communauté nationale. (...) »
Ce rapport ouvre donc la voie à une concertation pour la création d'une collectivité à statut spécifique, au sein du Grand Est au moins dans un premier temps, débutant par la fusion des départements avec de nouvelles compétences.

## Démographie
Le premier recensement date de 1697, réalisé par l'intendant La Grange. Il décompte 257 200 habitants dont 171 800 catholiques, 81 700 protestants et 3 700 juifs.
Le recensement de 1707, un des plus soigneusement réalisés, et qui tient compte de la cession par la France de Brisach et d'autres territoires, compte 238 000 habitants dont 156 000 catholiques et 78 000 luthériens et calvinistes.
En 1750, on décompte 445 000 habitants, 600 000 en 1780 et 702 000 en 1795.
En 1797, un recensement indique 722 693 habitants, 428 239 dans le Bas-Rhin et 294 454 dans le Haut-Rhin (Territoire de Belfort inclus).